# パチンコ

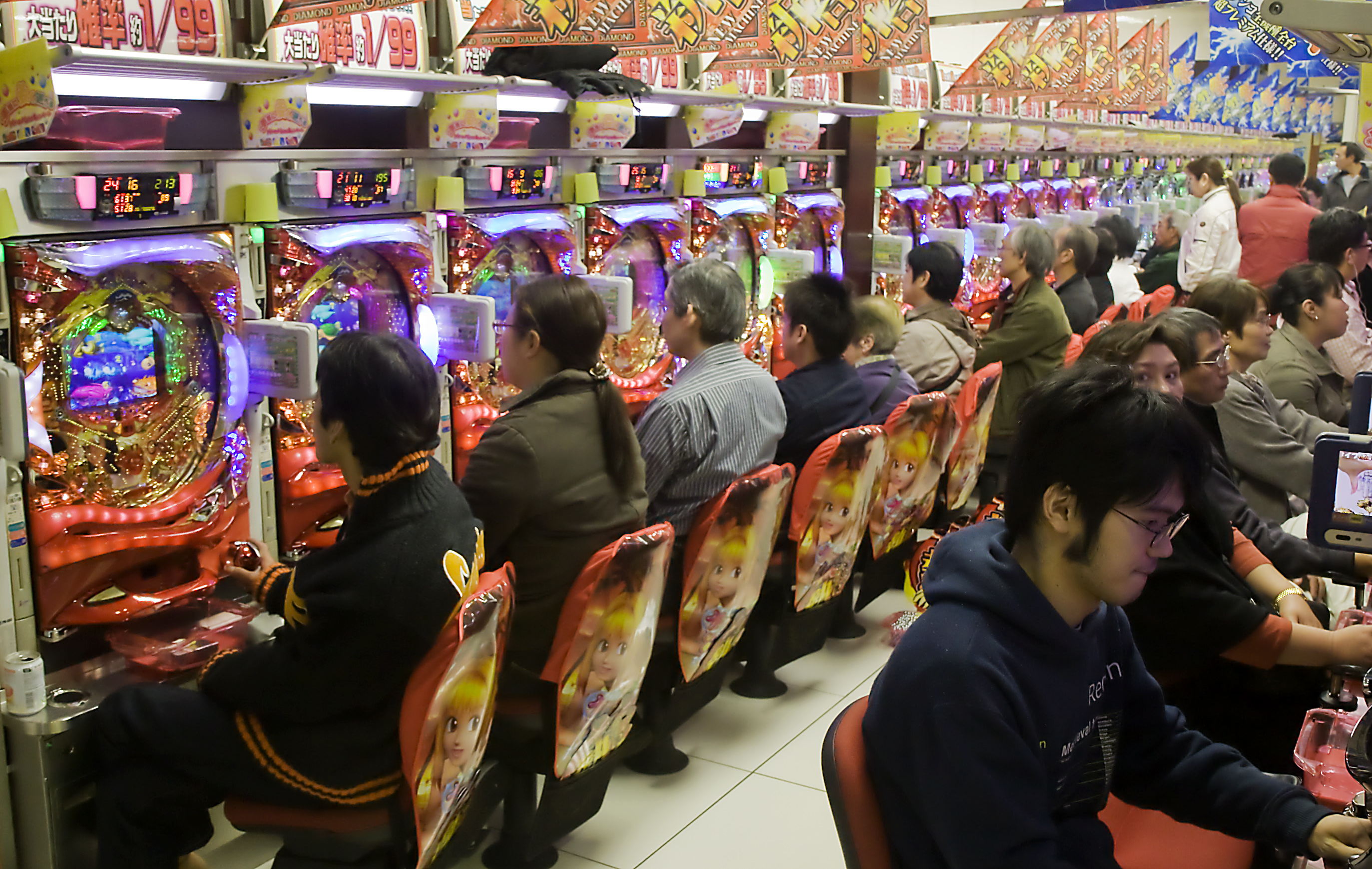
一般的なパチンコ店内の様子

パチンコとは、ガラス板で覆った多数の釘が打たれた盤面上に小さな鋼球を盤面左下から弾き出し、釘に従って落ちる玉が特定の入賞口に入ると、得点あるいは賞球が得られる日本特有の遊技である。漢字表記は「自動球遊器」。
最も一般的な営業形態は風俗営業として、客が遊技の結果得た鋼球をパチンコ店が指定する特殊景品と交換し、景品買取業者（古物商）が運営する景品交換所がそれを買い取る形で現金と交換するシステムとなっている。
日本においては風俗営業に分類される。
規制が年々強化され、2023年12月末時点でパチンコホール経営企業数は、前2022年同月末比で228社減少し1,825社。2024年12月末時点で、全日本遊技事業協同組合連合会加盟のパチンコホール店舗数は6,022店舗。
公益財団法人・日本生産性本部の余暇創研が2021年に発表した『レジャー白書2021』によると、日本のパチンコ・パチスロの市場規模（ホールでの貸し玉料の総計）は14兆6000億円。ただしパチンコは客への還元率が85%程度と言われているので、ホールの実際の売上はこの15%程度である。ダイコク電機が、2023年に発表した「DK SIS白書2023版」によると、パチンコの市場規模に相当する粗利規模は2.38兆円である。

## 概要
パチンコ遊技機（ゲーム機）そのものは「パチンコ台」と呼ばれる。ただし、「パチンコ」は通称であって、風営法上では「ぱちんこ遊技機」とひらがなで名称されている。パチンコ設備を設けた遊技施設は、施設設立前に警察に営業許可を事前に求めなくてはならない。呼称で最も一般的には「パチンコ店」または「パチンコ屋」と呼ばれるが、パチンコ業界やパチンコ雑誌などでは「パーラー」・「ホール」と呼ぶ場合もある。店名にパーラーが入っている店舗も多数存在する。このような遊技施設は、1930年に最初の店舗が開店し、その後第二次世界大戦時は不要不急の産業として一時は全面禁止となったが、終戦後に復活した。
2009年現在、日本以外ではアメリカのグアムなどにパチンコ店が存在しているが、賭博（カジノ）として位置づけられ、規制を受けている。また中華民国（台湾）では、法律上で禁止されている（ただし実際には多数の非合法店が営業を行っている）。大韓民国では在日韓国人によってパチンコが持ち込まれ流行していたが、「人間を怠惰にして、人生を狂わせる」として、2006年からはパチンコにおいてそれまで利用されていた商品券の換金が停止、事実上の法規制となった（メダルチギも参照）。また、北朝鮮の平壌にもパチンコ店が存在している。
日本国内のパチンコ店で行われる営業（以下「パチンコ営業」）は、法的には風俗営業等の規制及び業務の適正化等に関する法律（以下「風営法」）同法は1948年（昭和23年）7月10日に「風俗営業取締法」という題名で公布された（昭和23年法律第122号）。2回改題されており、施行済み最終改正は2005年11月7日公布、翌年10月1日までに施行（2008年8月1日現在）。改題を伴った改正は次の通り。
- 1959年2月10日公布→「風俗営業等取締法」
- 1984年8月14日公布、翌年2月13日施行→「風俗営業等の規制及び業務の適正化等に関する法律」

第2条第1項第4号で「設備を設けて客に射幸心をそそるおそれのある遊技をさせる営業」として定める風俗営業で、遊技の結果で得た鋼球を賞品と交換され、パチンコ店から現金が持ち込まれている景品交換所で現金と交換される営業が行われる。このような遊技施設は、18歳未満の者は営業所に立ち入ってはならない旨を入り口に表示するよう義務づけられる（風営法第18条）とともに、客として立ち入らせることを禁じられている（風営法第22条第1項第5号）。
パチンコ遊技施設は、現在ではギャンブル的要素を持つが庶民の身近な娯楽施設として、都市や地方を問わず国内各地にくまなく存在している。このために、多くの社会的問題を抱えている（→パチンコ#パチンコの問題点参照）。変わったところでは、2017年2月1日、九州で「P-ZONE」を展開する株式会社パラダイスが経営する複合型リゾートホテル「ザ パラダイスガーデン サセボ」（佐世保市）にて、パチンコホール「パラダイス」がオープンした。この店舗は日本人でも利用可能だが外国人宿泊客をターゲットとしており、4ヵ国語（英語、中国語、朝鮮語、台湾語）で書かれた遊技台や機種の説明書を設置しているほか、営業時間はホテルのチェックインに揃えた16時から22時40分まで、また宿泊客に外国人がいない日は休業とするなど独特な営業形態を採っている。
パチンコ店以外では、ゲームセンターや露店などにてもパチンコ台が設置・運営されるが、この場合は鋼球と景品との交換は行われない。以前は一定数の得点に到達すると景品が払い出されるマシンが多数存在したが、風営法の規制強化に伴い全て禁止となった。コンシューマ分野においては、中古のパチンコ台、パチスロ台を個人向けに売買する市場があり、また、このようなパチンコ台の特徴を模した玩具や、シミュレーションゲームとしてのビデオゲームも存在する。
近年、スマホやPCといった端末を使用し、スマホアプリやブラウザからインターネットにアクセスすることでネット上のバーチャル店舗型オンラインパチンコにおいて、ビデオゲームパチンコの遊戯が可能となっている。

## 風俗営業として

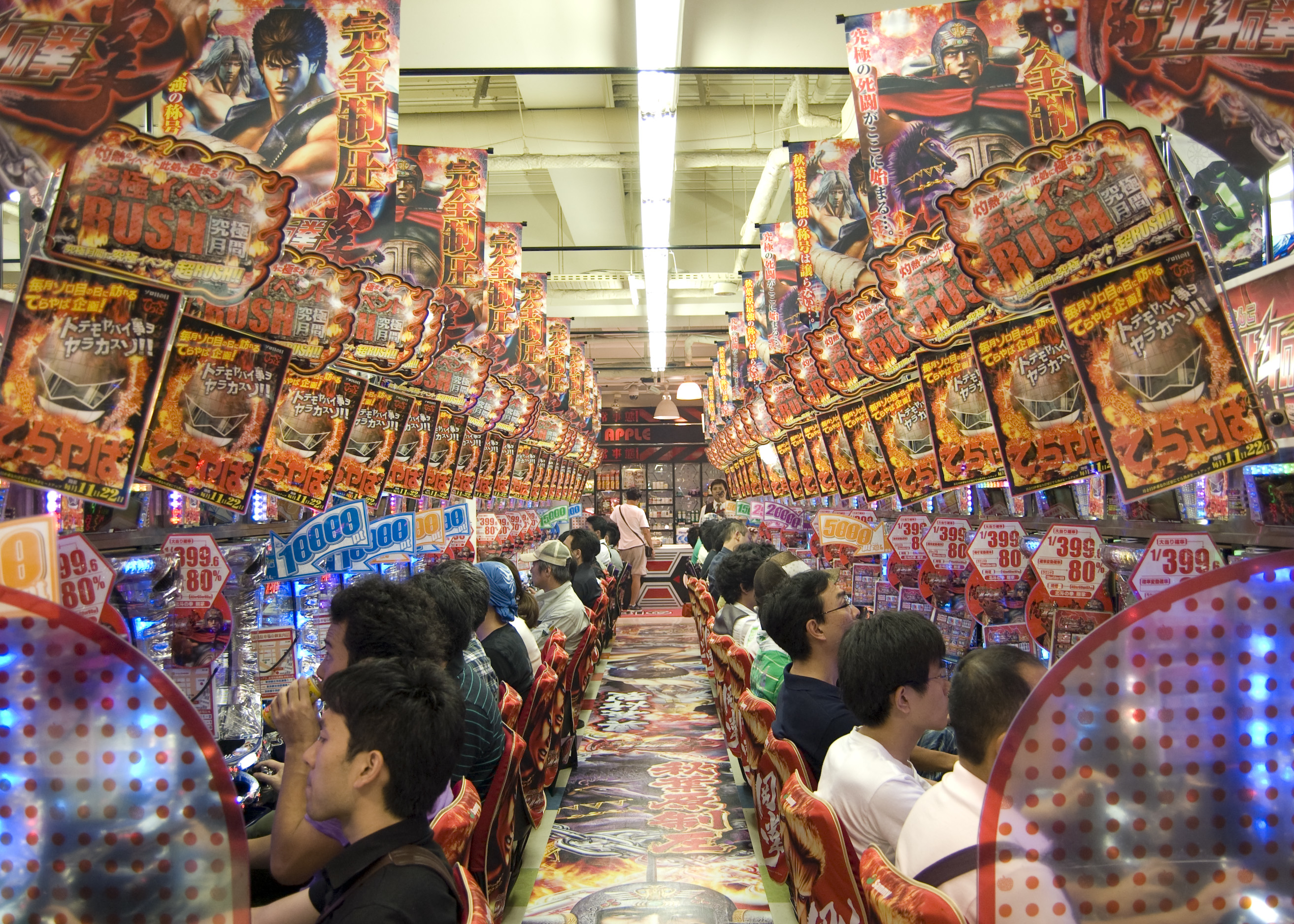
パチンコ、秋葉原（2010年）

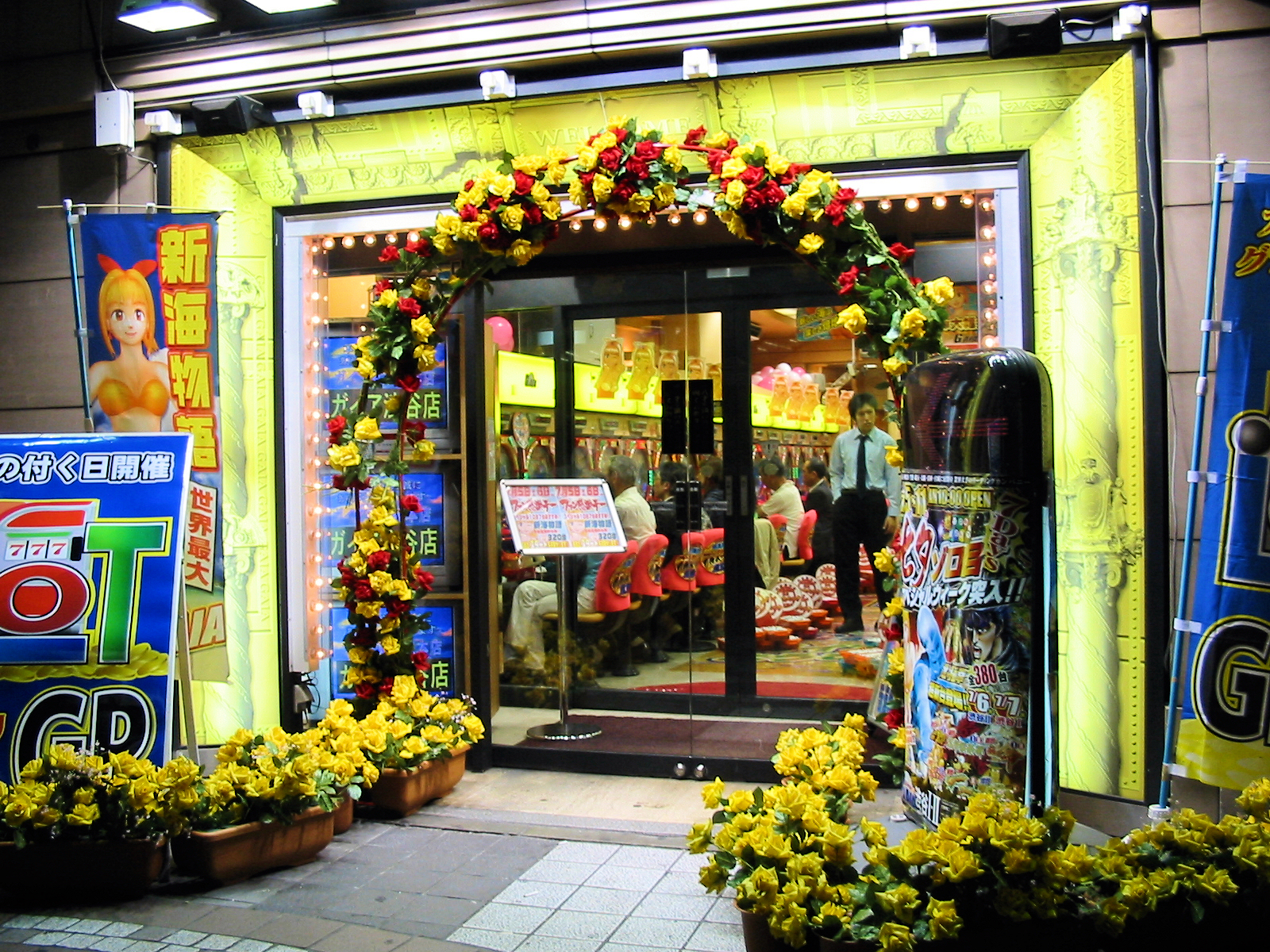
パチンコ店、渋谷区（2004年）

パチンコ店としての風俗営業は、風俗営業等の規制及び業務の適正化等に関する法律の第二条第一項第四号（いわゆる「第4号」）に基づいて運営される。パチンコ台を設置するゲームセンターは同法においていわゆる「5号営業」に該当する（運営に関する詳細は「ゲームセンター」を参照）。

### 法的根拠
日本国内のパチンコ店で行われる営業（以下「パチンコ営業」）は、遊技の結果によって賞品を提供している。この根拠となる法令は、風営法第4条（許可の基準）、同法施行令第7条（政令で定める営業）、同第10条（遊技機の種類）、同第11条（政令で定める営業が遊技の結果に応じ客に賞品を提供させる営業であることを明記）、風適法施行規則第36条（遊技料金等の基準）である。
これら法令に基づく営業において景品を提供する事自体は合法であるが、現金や有価証券を提供することは禁止している。しかし、客が獲得した景品を古物商に売却して現金化（換金行為）する事例が多く、客から古物商が受け取った景品は景品問屋を通じてパチンコ店に卸されており、これを事実上の賭博行為として問題視する意見もあるなど、多くの社会的問題を抱えている（→パチンコ#パチンコの問題点参照）。

### 市場規模
| 年     | 参加人口 | 売上（貸玉料） | 粗利規模 |
| ------ | -------- | -------------- | -------- |
| 1995年 | 2900万人 | 30兆9050億円   |          |
| 1996年 | 2760万人 | 30兆0700億円   |          |
| 1997年 | 2310万人 | 28兆4160億円   |          |
| 1998年 | 1980万人 | 28兆0470億円   |          |
| 1999年 | 1860万人 | 28兆4690億円   |          |
| 2000年 | 2020万人 | 28兆8680億円   |          |
| 2001年 | 1930万人 | 29兆2430億円   |          |
| 2002年 | 2170万人 | 30兆4420億円   |          |
| 2003年 | 1740万人 | 32兆3900億円   |          |
| 2004年 | 1790万人 | 33兆9120億円   |          |
| 2005年 | 1710万人 | 34兆8620億円   |          |
| 2006年 | 1660万人 | 33兆6420億円   |          |
| 2007年 | 1450万人 | 30兆1770億円   |          |
| 2008年 | 1580万人 | 28兆8190億円   |          |
| 2009年 | 1720万人 | 28兆2420億円   |          |
| 2010年 | 1670万人 | 25兆9830億円   |          |
| 2011年 | 1260万人 | 25兆4890億円   |          |
| 2012年 | 1110万人 | 25兆6720億円   |          |
| 2013年 | 970万人  | 25兆0050億円   |          |
| 2014年 | 1150万人 | 24兆5040億円   | 3.91兆円 |
| 2015年 | 1070万人 | 23兆2290億円   | 3.81兆円 |
| 2016年 | 940万人  | 20兆4180億円   | 3.66兆円 |
| 2017年 | 900万人  | 21兆4000億円   | 3.52兆円 |
| 2018年 | 950万人  | 20兆7000億円   | 3.38兆円 |
| 2019年 | 890万人  | 20兆円         | 3.24兆円 |
| 2020年 | 710万人  | 14兆6000億円   | 2.35兆円 |
| 2021年 | 720万人  | 14兆6000億円   | 2.39兆円 |
| 2022年 | 770万人  | 14兆6000億円   | 2.38兆円 |
| 2023年 | 660万人  | 15兆7000億円   | 2.54兆円 |

『レジャー白書2023』によれば、2022年のパチンコの参加人口は前年比50万人増の770万人、パチンコホールの貸玉量は14兆6000億円であった。なお『レジャー白書2015』で市場規模が過去に遡って修正されたことで、市場規模のピークは1995年の30兆9000億円から2005年の34兆8620億円に修正された。ただし出玉により客に還元される分があり、店舗平均の還元率が85%程度だといわれているので、パチンコホールの実際の売り上げは貸玉料の15%程度ということに留意する必要がある。また参加人口は、娯楽の多様化、古臭くて不健康・不健全なイメージによる若者離れ、法改正によるギャンブル性の低下による客離れ、社会問題視されたパチンコ依存症などが指摘され、年々減少し、現在過去最低水準にある。
パチンコチェーンストア協会によると、2016年8月のパチンコホール企業の就業人口だけで約24万人であった（メーカーなどは含まず）。産業界においては、パチンコ台のハイテク化が進んでICチップや液晶モニターなどが多用されるようになった結果、ハイテク産業に関連する大手企業の業績をも左右するほどの重要な市場となっている。

### 粗利規模（実際の市場規模）
パチンコの売上は、客への払い戻しを考慮しておらず、パチンコの市場規模は売上の15％程度である。売上から払い戻し額を差し引いたものを粗利規模と呼び、実際のパチンコの市場規模を表す指標として使用されている。海外のカジノ・ゲーミング産業では、プレイヤーが投じた金額から獲得した金額を引いたものを売上（Gross Gaming Revenue）として計上するのが一般的である。ネバダ州全体やネバダ州ラスベガス・ストリップ地区、マカオ、シンガポールのカジノの市場規模が各々、155億USドル（約2兆1855億円、1USドル141円、2023年）、89億USドル（約1兆2549億円、1USドル141円、2023年）、約1831億マカオパタカ（約3兆1976億円、1マカオパタカ約17円、2023年）、52.5億シンガポールドル（約5618億円、1シンガポールドル107円、2023年）であるが、それは上記の会計処理基準であるためである。日本のギャンブル産業では、プレイヤーが投じた金額を売上と呼んでいるため、日本と海外で、ギャンブルの売上を比較する場合、注意が必要である。日本の他のギャンブルの市場規模を粗利規模で表すと以下の通りである。なお、中央競馬（JRA）の売上10％は政府への国庫納付金として納められる。
|                      | 売上（2022年度） | 払戻率 | 粗利規模（市場規模） |
| -------------------- | ---------------- | ------ | -------------------- |
| 中央競馬（JRA）      | 3.25兆円         | 74.1％ | 約5168億円           |
| 地方競馬             | 1.07兆円         | 74.1％ | 約2771億円           |
| 競馬全体             | 4.32兆円         | 74.1％ | 約7939億円           |
| 競艇                 | 2.41兆円         | 74.8％ | 約6073億円           |
| 競輪                 | 1.09兆円         | 75.0％ | 約2725億円           |
| オートレース         | 1075億円         | 74.8％ | 約269億円            |
| 宝くじ               | 8324億円         | 45.7％ | 約4578億円           |
| スポーツくじ（TOTO） | 1114億円         | 49.6％ | 約553億円            |
| 公営ギャンブル全体   | 8.82兆円         |        | 約2.21兆円           |

ちなみに、アメリカ・ゲーミング協会（AGA）によるとアメリカのカジノ・ゲーミング産業の売上（市場規模）は、655億USドル（約9兆2355億円、1USドル141円、2023年）である。2021年は、530億USドル（6兆950億円、1USドル115円、2021年）、また、宝くじ（Lottery）の市場規模は、269億USドル（約3兆935億円、1USドル115円、2021年）、競馬（Horse racing）の市場規模は、35.2億USドル（約4048億円、1USドル115円、2021年）である。これらのギャンブルを合わせた、アメリカのギャンブル産業全体の市場規模は、834億USドル（約9兆5910億円、1USドル115円、2021年）と推定される。アメリカの名目GDPは、23.3兆USドル（2021年）であるから、アメリカのギャンブル産業全体の市場規模は、GDP比0.36％（2021年）と推定される。同様に、中国のGDPは、126兆元（2023年）、国営宝くじの市場規模は、5797億元（2023年）、　マカオのカジノの市場規模は、約1650億元（1元1.11マカオパタカ、2023年）、中国のギャンブル産業の市場規模は、7445億元（2023年）、GDP比0.59％（2023年）と推定される。シンガポールのGDPは、6506億シンガポールドル（推定、2023年）。カジノの市場規模は、52.5億シンガポールドル（2023年）、GDP比0.82％（2023年）と推定される。グレートブリテン（イギリス） のGDPは、2.28兆GBポンド（2023年）、ギャンブルの市場規模は、151億GBポンド（2023年）、GDP比0.61％（2023年）と推定される。
日本では、公営ギャンブルとパチンコを合わせた、日本のギャンブル産業全体の市場規模は、4.59兆円と推定される。日本の名目GDPは、559兆円（2022年）であるから、日本のギャンブル産業全体の市場規模は、GDP比0.82％（2022年）と推定される。
2021年と2022年のデータの比較であるが、日本はアメリカに比べてGDP当たり2.28倍のギャンブル産業の市場規模があり、日本はアメリカに比べて、ギャンブルが盛んであると言える。
以下に各国のGDPとGDP比のギャンブル市場規模の表を記す。
|              | GDP                                    | ギャンブル市場規模     | GDP比のギャンブル市場規模 |
| ------------ | -------------------------------------- | ---------------------- | ------------------------- |
| ギリシャ     | 2191億ユーロ（2023年）                 | 25.9億ユーロ           | 1.18％                    |
| イタリア     | 1.79兆ユーロ（2019年）                 |                        | 1.02％                    |
| ポルトガル   | 2184億ユーロ（2019年）                 |                        | 0.89％                    |
| 日本         | 559兆円（2022年）                      | 4.59兆円               | 0.82％                    |
| シンガポール | 6506億シンガポールドル（推定、2023年） | 52.5億シンガポールドル | 0.82％                    |
| キプロス     | 237億ユーロ（2019年）                  |                        | 0.75％                    |
| スペイン     | 1.24兆ユーロ（2019年）                 |                        | 0.72％                    |
| イギリス     | 2.28兆GBポンド（2023年）               | 151億GBポンド          | 0.61％                    |
| 中国         | 126兆元（2023年）                      | 7445億元               | 0.59％                    |
| スウェーデン | 5616億ユーロ（2022年）                 | 24.1億ユーロ           | 0.43％                    |
| フランス     | 3.28兆ユーロ（2023年）                 | 134億ユーロ            | 0.41％                    |
| デンマーク   | 3732億ユーロ（2023年）                 | 13.8億ユーロ           | 0.37％                    |
| アメリカ     | 23.3兆USドル（2021年）                 | 834億USドル            | 0.36％                    |
| ドイツ       | 3.88兆ユーロ（2022年）                 | 134億ユーロ            | 0.35％                    |
| オーストリア | 4781億ユーロ（2023年）                 | 14.8億ユーロ           | 0.31％                    |
| ポーランド   | 5305億ユーロ（2019年）                 |                        | 0.30％                    |
| ベルギー     | 5542億ユーロ（2022年）                 | 14.5億ユーロ           | 0.26％                    |
| オランダ     | 1.03兆ユーロ（2023年）                 | 13.9億ユーロ           | 0.13％                    |

ヨーロッパ、英米、中国、シンガポール、日本の中で、日本は、ギャンブルが盛んな国であると言える。

### 業況
2004年7月に改正された遊技規則の影響を受け、2004年6月以前に保安通信協会（保通協。当時の名称は「保安電子通信技術協会」）の検定を通過したパチンコ遊技機やその他の遊技機は、遅くとも2007年9月末までに全て撤去することが義務付けられた。また大当たりの連チャンが人気だった4号機パチスロ機も同時に撤去対象となっており、これに伴いパチンコホールは入替のために多額の費用負担を強いられた上、射幸心をあおる遊技機の規制により大幅な客離れが見込まれたため、金融機関もパチンコ業界へのファイナンスに対し非常に慎重になった。そうしたあおりを受け、2007年4月27日には業界第6位のダイエー（本社・会津若松市）が東京地方裁判所に民事再生法の適用を申請したことを代表に、2007年度のパチンコ店倒産件数は前年比37.1%増の大幅増加となった。
| 年     | 「ぱちんこ遊技機設置店」数 （「回胴式遊技機等設置店」は除外のため「ぱちんこ屋」店舗数ではない） | 「ぱちんこ遊技機設置店」数 （「回胴式遊技機等設置店」は除外のため「ぱちんこ屋」店舗数ではない） |
| ------ | ----------------------------------------------------------------------------------------------- | ----------------------------------------------------------------------------------------------- |
| 1990年 | 15,947店                                                                                        |                                                                                                 |
| 1991年 | 16,502店                                                                                        |                                                                                                 |
| 1992年 | 16,963店                                                                                        |                                                                                                 |
| 1993年 | 17,242店                                                                                        |                                                                                                 |
| 1994年 | 17,453店                                                                                        |                                                                                                 |
| 1995年 | 17,631店                                                                                        |                                                                                                 |
| 1996年 | 17,594店                                                                                        |                                                                                                 |
| 1997年 | 17,174店                                                                                        |                                                                                                 |
| 1998年 | 16,764店                                                                                        |                                                                                                 |
| 1999年 | 16,413店                                                                                        |                                                                                                 |
| 2000年 | 16,021店                                                                                        |                                                                                                 |
| 2001年 | 15,691店                                                                                        |                                                                                                 |
| 2002年 | 15,255店                                                                                        |                                                                                                 |
| 2003年 | 14,695店                                                                                        |                                                                                                 |
| 2004年 | 13,844店                                                                                        |                                                                                                 |
| 2005年 | 13,163店                                                                                        |                                                                                                 |
| 2006年 | 12,588店                                                                                        |                                                                                                 |
| 2007年 | 12,039店                                                                                        |                                                                                                 |
| 2008年 | 11,800店                                                                                        |                                                                                                 |
| 2009年 | 11,722店                                                                                        |                                                                                                 |
| 2010年 | 11,576店                                                                                        |                                                                                                 |
| 2011年 | 11,392店                                                                                        |                                                                                                 |
| 2012年 | 11,178店                                                                                        |                                                                                                 |
| 2013年 | 10,873店                                                                                        |                                                                                                 |
| 2014年 | 10,610店                                                                                        |                                                                                                 |
| 2015年 | 10,319店                                                                                        |                                                                                                 |
| 2016年 | 9,991店                                                                                         |                                                                                                 |
| 2017年 | 9,623店                                                                                         |                                                                                                 |
| 2018年 | 9,131店                                                                                         |                                                                                                 |
| 2019年 | 8,747店                                                                                         |                                                                                                 |
| 2020年 | 8,203店                                                                                         |                                                                                                 |
| 2021年 | 7,690店                                                                                         |                                                                                                 |
| 2022年 | 7,054店                                                                                         |                                                                                                 |
| 2023年 | 6,734店                                                                                         |                                                                                                 |

### ゲーム概要
パチンコ台は、多くは木製の板(現在はアクリル製が多い)に多数の真鍮製の釘が打ち込まれた盤をほぼ垂直に立て、前面をアクリル板で覆い、ここに直径11ミリメートル、重さ5グラムのパチンコ球と呼ばれる鋼球を据え付けられている発射装置によって弾き入れる。弾かれた球は、盤面上の釘や羽根、回転体などの構造物に当たりながら複雑な軌跡で盤面を落ちて行き、この間に球が入賞穴と呼ばれる入賞口に入ると、15個以内の規定数の入賞球を獲得することができる。盤面には、遊技の妙味を増すために、「役物（ヤクモノ）」と呼ばれる特別な入賞口や仕掛けが施されている。役物は機械仕掛け・電気仕掛けにとどまらず、近年ではデジタル部品を駆使したデジパチと呼ばれるハイテク度の強い機種が主流である。

### 遊技料金
パチンコの遊技料金は、国家公安委員会規則である風営法施行規則で規定されている。1978年12月12日に3円から4円への値上げが認められて以降、長い間玉1個につき4円以下と定められていたが、2014年4月に「貸し玉料金に消費税相当分の上乗せを認める」旨の改正が行われ、玉1個につき消費税込みで4.4円以下（2019年10月現在）となっている。ただし上限いっぱいの4.4円貸しでは、一般的な貸玉1回の単位である500円で割り切れないため、実際には貸玉カードの精算機を1円単位で返金できるようにして4.4円貸しとするか、500円で割り切れる単位の貸玉料金とする（例：500円あたり114個貸し＝1個につき約4.38円）等の対応が求められる。
以前は、ほぼすべての店舗が貸玉料金1玉4円で営業していたが、2006年頃から1玉1円での営業スタイルが広がり始め、現在では貸玉料金を1玉0.5円、0.2円、0.1円、2円等に下げ、低資金で長時間の遊技が可能である事を稼働率回復の特効薬とする店舗が多数存在する。これらを4円パチンコは「よんぱち」、1円パチンコは「わんぱち」「いちぱち」、2円パチンコは「にぱち」「にこぱち」等の名称で宣伝、呼称している業者が存在する。
また、2014年4月以降貸玉料金に消費税相当分の上乗せが出来るようになったことから、低貸玉営業においても一部の店舗では貸玉料金に消費税分を上乗せ（1円パチンコの場合1.02円から1.25円程度）するようになった。

### 景品交換

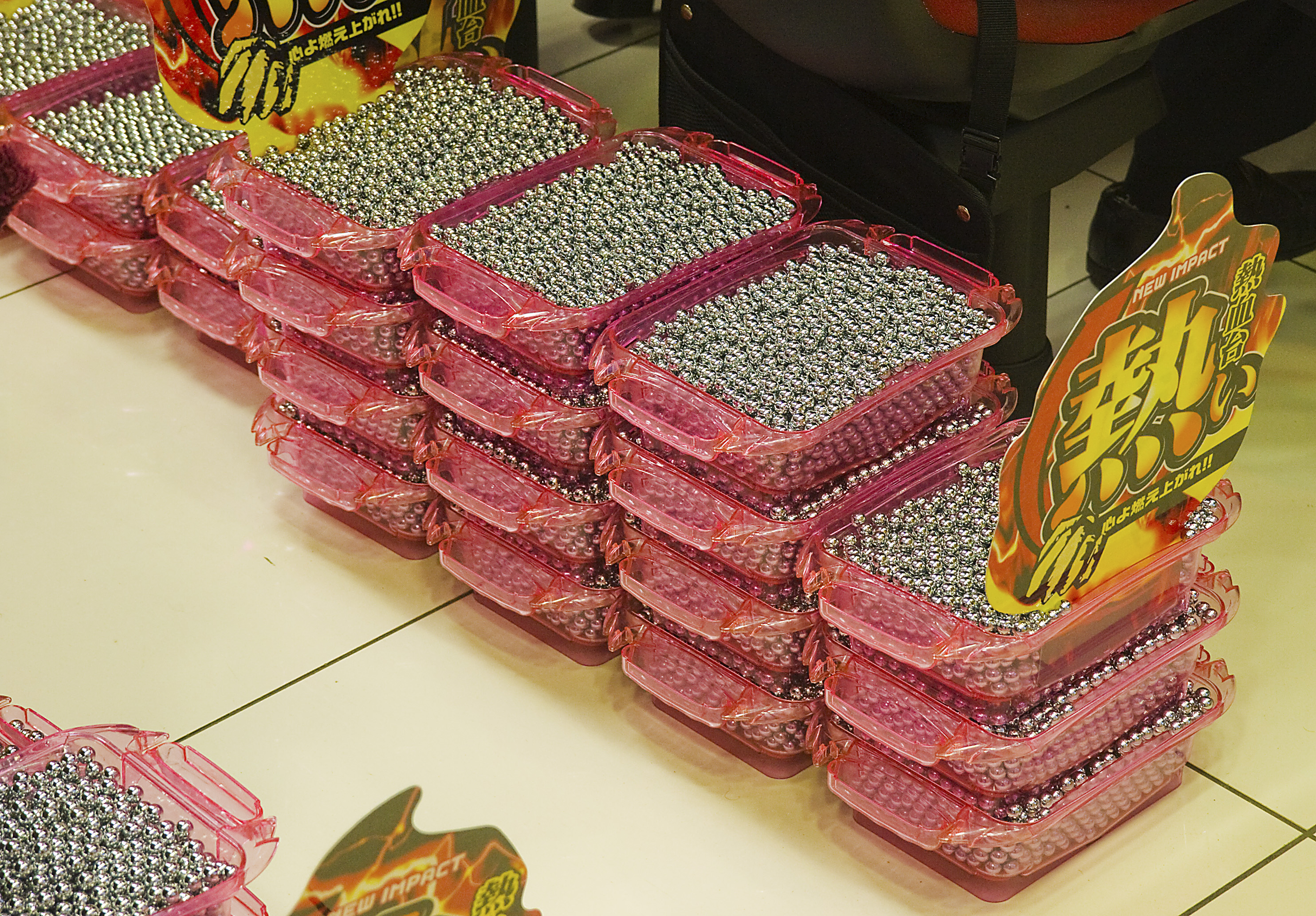
積み上げられたパチンコ玉

風俗営業としてのパチンコ営業では、客が遊技の結果で得た玉などを賞品と交換する。風営法は営業者に、現金や有価証券を賞品として提供することや客に提供した賞品を買い取ることを禁じたり（23条1項）、賞品の価格の最高限度に関する基準（国家公安委員会規則で定める。2014年4月現在、最大賞品価格は9,600円で消費税込み10,368円）に従った営業を義務づけ（19条）たりして、パチンコの射幸性を抑制している。
なお、2012年頃から警察庁ではパチンコ玉・メダルと景品の交換率を店舗単位で統一することを求めるようになったが（いわゆる「一物一価」）、地域によって取り組みはばらついており、2014年現在は必ずしも徹底されていない。
提供される賞品は、一般的に「一般景品」と「特殊景品」の2種類に大別される。

#### 一般景品
風営法施行規則36条2項2号では景品として「客が一般に日常生活の用に供すると考えられる物品のうちから、できる限り多くの種類のものを取りそろえておくこと」を店舗に求めている。そのため、タバコや菓子のほか、店によってネクタイ・ハンカチ・靴下などの洋装小物、電気製品、化粧品、大衆薬、アクセサリー、CDやDVD、食料品など様々で、大型のパチンコ店内の景品交換コーナーはコンビニエンスストアや小型のスーパーマーケットにも似る。
警察庁では2006年12月に、パチンコ景品として最低500種類以上（ホールの設置台数が500台以上の場合はその台数と同数以上の種類。うち最低200種類は実物を展示）、品目としては家庭用品・衣料品・食料品・教養娯楽用品・嗜好品・身の回り品・その他の7品目中5品目以上を取り揃えるよう求める通達を出している。

#### 特殊景品

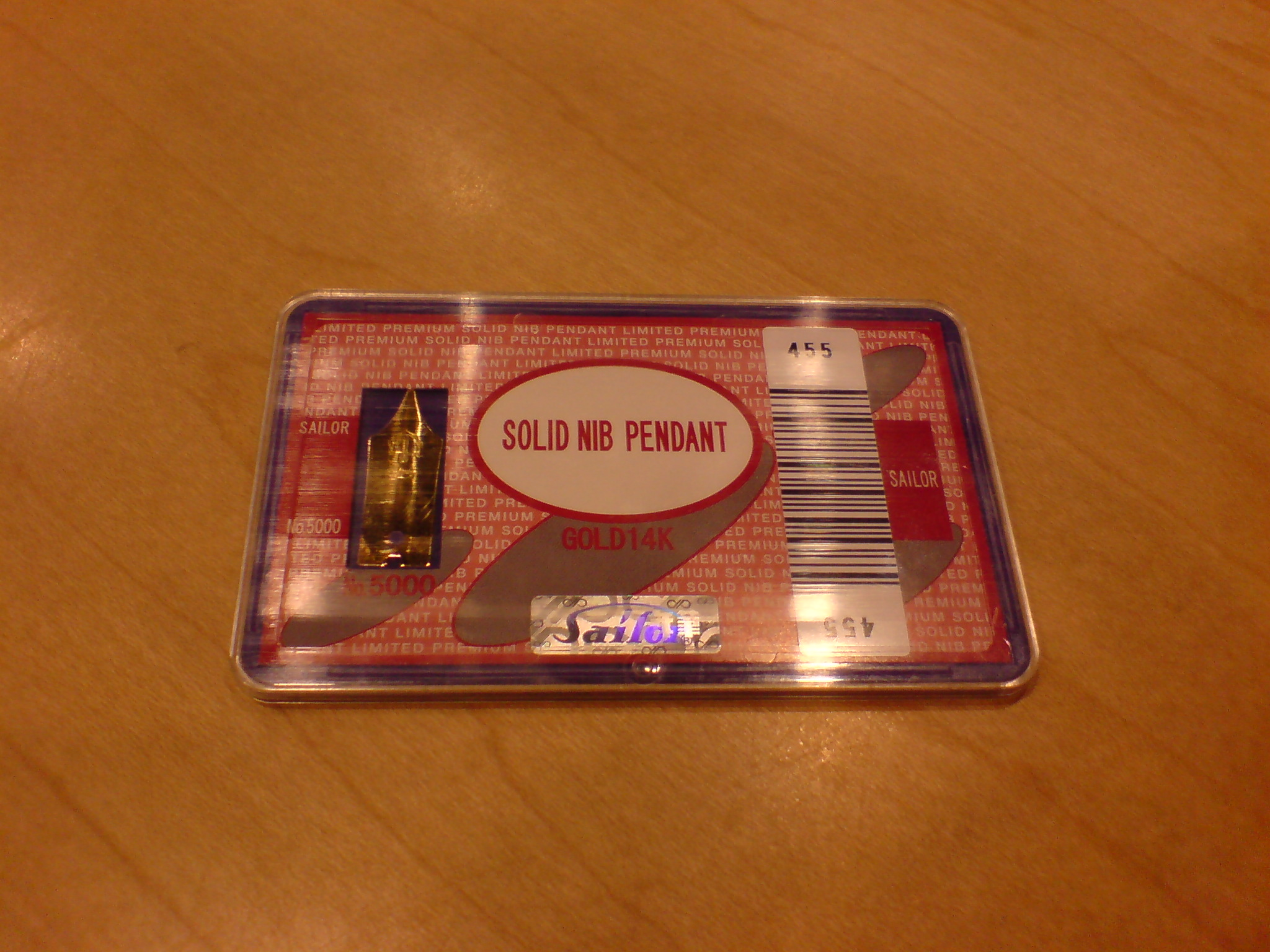
特殊景品の一例

特殊景品とは、パチンコ店外に設置されている、各都道府県の公安委員会に古物商の許可を受けた景品買取所に売却することを前提とする景品を指す。これによりパチンコはギャンブル的な要素を持つとされている。しかし、前出した風営法23条1項の禁止規定があるので、パチンコ店が景品交換所を経営することはできない。そのため、パチンコ業界はパチンコがギャンブルではないという建前で、三店方式（もしくは四店方式）と呼ばれる方法を採っている。

### 遊技機

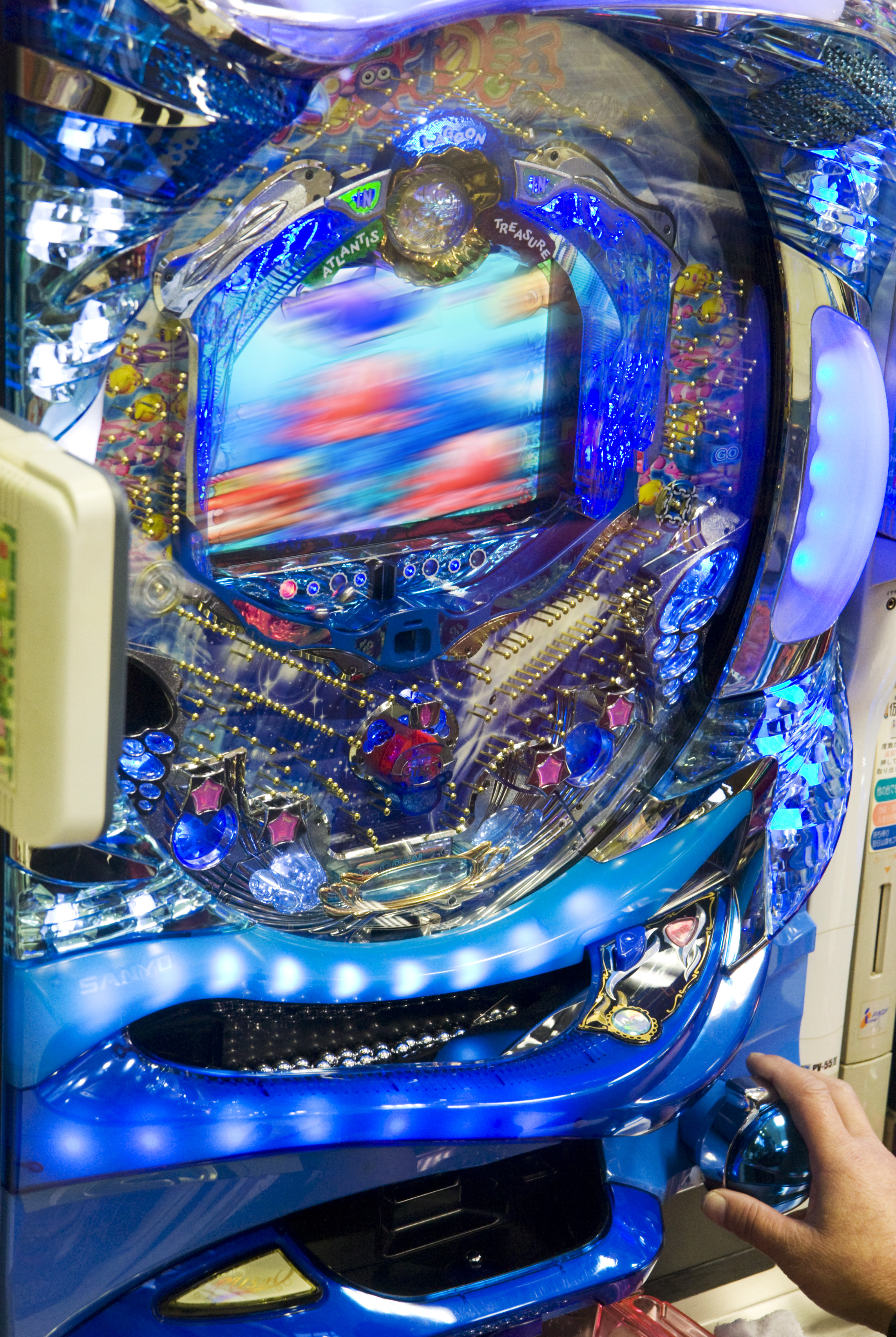
パチンコ機（2008年）

1970年代後半頃までのパチンコ台には現在のようなハンドルはなく、玉を弾くスプリングを戻す強さの加減をレバーを使って手動で行いながら一発一発打つようになっていた（参考画像）。この微妙な力加減もパチンコ遊技の醍醐味であり、1952年公開の日本映画『生きる』では、そうした手動のパチンコ台が描写されている場面がある。

現在のパチンコ台は玉の自動射出機構を備えており、ハンドルに手を添えるだけで玉を打つことができる。玉の射出頻度は、パチンコで0.6秒に1発、アレパチでは0.5秒に1発以内と規定されており、またハンドルに手を添えている間は永続的に玉が射出されるため、射出を一時的に停止させるストッパーの機能を持った押しボタンがパチンコ台に搭載されている。この押しボタンはハンドルの右手親指で押せる位置に取り付けられているものが殆どだが、中には2005年から2007年にかけて京楽が採用していた台枠「ビッグ バン」のように、ハンドルではなくハンドル真上の右手人差し指で押せる位置に取り付けていたものもあった。また、大都技研の台では、ハンドルに自動で玉の射出が最大出力となるボタンを搭載しており、大当たりで右打ちする際にハンドルを右に回さなくても右打ちできる機能を搭載している。なお、パチンコ遊技には最低限の技術介入が求められるため、ハンドルを硬貨や器具などで固定して遊技することは風営法施行規則で禁じられており、それを防止する目的として、ハンドルには素手で触れていることを検知するセンサーが取り付けられている（手袋をはめたままでは玉が射出されず、遊技できない）。
このように、現在のパチンコ台ではハンドルが当たり前となっている中で、パチンコ台メーカーの業界団体である日本遊技機工業組合に2015年に組合員として新たに加盟したA-gonが、およそ40年ぶりとなる手動レバーを採用した新台「CRA-gon昭和物語」を発表、同年12月よりホールに設置した。
かつてのパチンコ台では、アタッカーは台中央の一番下の部分に取り付けられていた。また、抽選を開始する始動入賞口（以下、ヘソ）は中央部の液晶画面真下に設けられているのが一般的で、左打ち・右打ちいずれでもヘソに玉が入るようになっていた。だが、現在のパチンコ台では液晶画面が大型化したことや動く役物（ヤクモノ）が搭載されているため、ヘソは台中央より下部に移動し、また大当たり時の出玉の消化を早めるために最速でアタッカーへ届くよう、アタッカーは右端下部に取り付けられているものが殆どである。そのため、現在では通常時は左打ち、確変時は右打ち（ハンドルを右に目いっぱい回して最大出力）、としている台が主流である。また、電動チューリップ（以下、電チュー）もかつてはヘソに搭載されていたが、現在の台では電チューは右端のアタッカーの手前に設けられており、確変時またはチャンスタイム時の抽選のスピードアップに用いられるのみとなっている。
玉を貸し出すために所定のプリペイドカードを読み取らせる機器が付いたパチンコ機であるCR機の導入以降、1回の大当たり（特賞）の入賞球を増やしたり、確率変動（確変）を導入して大当たりの確率を高める代わりに特賞以外の入賞球を減らすなど、射幸心をあおる傾向にある。本来の風営法では客に射幸心をそそるおそれのある遊技機を禁止しているのにもかかわらず、脱税対策を建前としたCR機の普及のために、射幸心をあおる傾向にある遊技機を認可したことが原因であると言われる。
現在のパチンコ台ではタイアップ機と呼ばれる、映画・ドラマ・漫画・アニメ・特撮ドラマなど、いわゆるフィクション作品を題材にしたもの、あるいは著名芸能人が監修またはモチーフとするものが殆どである（詳細は後述）。
2000年代に入ってからは、音楽業界がCDの売り上げが落ち込む中で、モチーフとするタレントの肖像権料に加え、リーチや大当たり演出中の楽曲使用による版権収入が（更に台の売り上げが伸びればインセンティブ収入も）見込めることから、パチンコ市場に大いに注目するようになった。実際に、2007年度のJASRAC賞で銀賞を受賞した「エヴァンゲリオンBGM」においては、パチンコ・パチスロでの著作権使用料が同楽曲の使用料全体の44%を占めており、パチンコ機から得られる版権収入がカラオケ・着うた等と並んで音楽業界において無視できない金額となってきたことを示した。

既に述べた通り、現在の遊技機はデジタル部品を駆使したデジパチが主流であり、ハイテクの塊でもある。本体内部のROMの性能向上と容量の増加により、モチーフとなったアニメやドラマなどの映像をほぼオリジナルのままリーチ演出や大当たり演出に組み込んだりできるようになったほか、LEDを使用したカラフルな演出や、盤面にある「役物（ヤクモノ）」も仕掛けが大型化・派手なものになるなど、進化を遂げている。中には牙狼シリーズのように台枠から役物が飛び出すものも登場している。ただ、その一方で、ハイテク化や装置の複雑化、チャンスボタンの代わりとなるギミックの搭載、サブ画面としての小型液晶モニターの搭載などもあり、1台あたりの販売価格が以前より高騰している。例えば2015年10月発売の「CRぱちんこ 仮面ライダーフルスロットル」の販売価格は発売当時史上最高額となる1台52万円であった。また、2017年5月発売の「CR必殺仕事人Ⅴ」は1台49万5000円であった。
インターネット上では、近年のパチンコ台をゲームにしたパチンコゲームと呼ばれるものも人気を集めている。
遊技機は国家公安委員会の指定試験機関である保安通信協会によって規定上の条件を満たしているか試験が行われ、その後各都道府県の公安委員会の検定を受け、その後ホールに設置され、所轄警察署が試験を行う。全ての試験を合格して初めて客が遊技することが可能となる。
検定の有効期間は3年間とされ、有効期間を過ぎた遊技機（いわゆる「みなし機」）は現行法下の遊技機については引き続きの設置は可能だが（一度店舗から撤去した遊技機の再設置は不可）、検定が満了しているため変更が一切認められない。そのため故障などの場合は、部品などの交換や修理が出来ないことから、故障のまま放置するか、新しい遊技機と入れ替える必要がある（故障したまま稼動を続けることは出来ない）。なお、過去に数度行われた「みなし機」撤去は、法が改正され遊技機の基準を満たさなくなったために行われたものであり、現行法が改正されない限り、現行法下での検定を合格した遊技機（以下「現行機」）は、検定期間が満了した際に撤去しなければならない、ということではない。
現行機については、検定の有効期間内に業界の自主規制基準である「中古遊技機流通健全化要綱」に基づいた認定を受けることで、認定日からさらに3年間設置運用（部品交換等の変更可）が認められるが、認定切れ時の再認定は事実上認められていないため（法的には不可能ではない）、最長でも検定合格から6年間経過するとほぼ強制的に「みなし機」扱いとなる。ちなみに再認定が困難なのは、型式要件を満たしていること保証するための書類等を遊技場が作成する必要があるためである（初回認定時は製造業者発行の検定書類などで対応できる）。
2015年11月以降に設置している遊技機においては、概ね以下の基準に沿って作られている。
- 初当たり時における大当たり確率の下限は1/320。また、異なる確率を採用する場合、2種類までの確率（低確率と高確率）を採用できる。
- 一連の大当たりで得られる遊技玉数の期待値は最大7200個（最初の大当り分を含まず）。
- 獲得出玉の期待値が6400個を超える場合、最大出玉の1/3もしくは600個以上の出玉が獲得できなければならない（最大が1800個未満の場合）。
  - 最低獲得出玉を最大出玉の1/3かつ600個以上…大当たり確率1/320以上1/260未満の機種
  - 最低獲得出玉を最大出玉の1/4…大当たり確率1/260以上1/250未満の機種
  - 最低獲得出玉を最大出玉の1/8…大当たり確率1/160以上の機種
- 確変継続率は上限65%（高射幸性タイプに適用。2016年5月以降に設置する機種）

また、2018年2月より以下の新基準が施行された。初当たり時における大当たり確率の下限は1/320で変更ないものの、
- 大当り出玉数の上限は1500個（それまでは2400個）
- 小当たりラッシュの期待値を1500個（それまでは2400個）
- 継続率65％以上のリミッタタイプの最大出玉を6000個未満（それまでは7200個未満）に、一般電役の総量は4500個（それまでは4800個）に引き下げ
- 大当りラウンドの上限は10ラウンド（それまでは16ラウンド）
- 検定試験項目に、4時間における出玉試験を追加
- 大当り確率において6段階の設定が可能（スロットと同様）
- 4時間の遊技での出玉払い出し数を発射総個数の1.5倍未満とする

このほか、2018年2月1日以前に検定を通過した機種は、検定期間満了まで設置可能（最長3年間）とされたことや、カードユニットとの接続仕様を明確にし、カードユニットが遊技球等貸出装置接続端子板に接続されていない場合に遊技球を発射できないことや、遊技球等貸出装置接続端子板を有さないものに確率変動機能は搭載できないことが明記された。また、型式名については種類ごとに判別できるように基本記号を型式名の最初に付与することとし、接頭辞はそれまでの「CR」に代わり、パチンコは「P」（第1号機種は、2018年8月より設置されたSANKYO「Pフィーバー革命機ヴァルヴレイヴ」）、アレンジボールは「R」、じゃん球は「J」、ちょいパチは「Pちょいパチ」（現金機・その他は接頭辞なし）。さらに、のめり込み対策の強化を目的に注意喚起の統一フレーズの液晶表示も明記しており、表示契機は「大当たり後」と「客待ち中」の2ヶ所とし、表示時間は2秒以上、「パチンコ・パチスロは適度に楽しむ遊びです。」と「のめり込みに注意しましょう。」の2つの統一フレーズを挿入することになっている。ほかにも、主基板のセキュリティ性能や周辺基板に関する取り決め等も明記されており、演出表示器に使用するデータ用ロムの記憶容量については総じて64ギガビットを上限とすることなどが挙げられている。
2023年4月からは、筐体の中にパチンコ球が封入され、プレイヤーが球を触る必要がない「スマパチ」（スマートパチンコ）の導入が始まった。スマパチは、筐体に上皿・下皿がないなどの特徴を持つ他、大当り確率や出玉性能の面でも既存のP機との差別化が図られている。型式名の接頭辞はパチンコでは「P」に対して、スマパチでは「e」となる。

#### タイアップ機
現在のパチンコ・パチスロには、児童向けの漫画、アニメ、特撮、ハリウッド映画といったキャラクター・版権ものから、歌手、俳優、女優などの芸能人まで起用したタイアップが多数展開されている。特にキャラクター・版権ものについては、かつてそれらの作品に慣れ親しんだファン層をパチンコへの新規ユーザーとして取り組む宣伝効果を狙ったものと考えられる。また、タイアップ機種によっては版権等の問題から複数のメーカーから機種が販売されたケースが存在する。ただ、中にはゲーム性が合わなかったり、世の中のトレンドが変わったりして、結局パチンコ化できずにお蔵入りする版権も少なくなく、他にもコンテンツのイメージを崩したくない権利者が色々とつける注文に応えたために却ってつまらない遊技台になってしまったケースもある。
なお、パチンコ機やパチスロ機の大ヒットにより、パチンコ・パチスロユーザーがそのモチーフとなった作品に興味を持つことで新規ファンを獲得し、その作品の人気復活に大きな貢献を果たしたことに加え、資金面に目途が立ち新作の製作に繋がるなど関連ビジネスが活性化したという側面も見せるようになった。例えば、2003年に発売された「北斗の拳」（パチスロ）や2004年に発売された「新世紀エヴァンゲリオン」（パチンコ）のように、人気機種となり空前の大ヒットとなったことで、それまで原作に馴染みのなかったパチンコ・パチスロを打ったユーザーが新たに原作コミックスや愛蔵版、アニメDVDなどを買い求めることで、新たなファンを獲得するといったケースも生まれている。
一方で、権利者（特に現在も少年誌等で作品を執筆中の者など）によっては「作品の性質上ギャンブルには似つかわしくない」「自分たちが創り出してきた大切な作品の数々をギャンブルに使われたくない」「子供やファンの夢を壊すことになる（ギャンブル自体を嫌うファンもいる）」といった理由により、「ギャンブル（その他児童に提供できない商品・サービス）に対しキャラクター（およびその作品）の使用は許可しない」とするケースも見られる。例えば、『ドラゴンボール』は大ヒットが見込める優良コンテンツとしてメーカー各社が版権獲得に動いたが、原作者の鳥山明が首を縦に振らなかったと言われており、また『キャプテン翼』の原作者である高橋陽一も、2000年頃から同作品のパチンコ化へのオファーはあったが「子供向け作品だから」という理由で当初は断っていたことを明かしている。
近年は、タイアップしたアニメやドラマで新作が製作された場合はパチンコ機メーカーが番組スポンサーに就くケースも多く見られるようになっている（「『牙狼〈GARO〉』シリーズ（途中より）」、『おそ松さん』、『ルパン三世』（TV第4シリーズ）、『地獄少女 宵伽』などが例）。

## 問題点
風俗営業としてのパチンコには、さまざまな社会問題の存在が指摘されている。以下に問題点とされる事例・要因とパチンコを支持する側のそれに対する反論を挙げる。

### 合法性
パチンコは前述の通り「特殊景品」を景品交換所に持ち込むことで現金に交換することが可能である（三店方式）。客が獲得した景品を買い取り現金化する「買人（バイニン）が出現するのは1952年頃で、関西の反社会的集団によってはじめられたと言われている。このような換金するための景品を還流させるシステムから反社会的集団を排除できる、よりましな手段として、1961年に大阪で導入されて全国に拡大した経緯がある。これが法律違反に当たるかどうかについて、1968年の福岡高等裁判所では、「交換所が顧客から買い上げた特殊景品が景品問屋でシャッフルされる形で複数のホールに卸されているため、ホールの特殊景品が交換所や景品問屋を経てそのままストレートに最初のホールに戻ってくると特定できない」として「三店方式が風俗営業法条例違反に当たらない」として無罪判決が下されている。
賭博（ギャンブル）とは刑法においては、「金品などを賭け、偶然性の要素を含む勝負を行い、その結果によって賭けた金品の再分配を行うもの」をいい、このような「賭博」は、賭博罪として刑法185条によって禁じられている。ここで「金品」には景品も含まれるため賭博罪の正否が問題となる。パチンコでは現金や有価証券ではなく賞品を景品として出すことが風俗営業法で認められているため、刑法第35条の「法令又は正当な業務による行為」として刑事罰の対象にはならない。
なお、日本国内における、海外の賭博場であるカジノを模した遊技場は、風俗営業適正化法では5号営業としており、風俗営業適正化法第13条は、その5号営業では遊技の結果に応じて賞品を提供することが禁じている。そのため、そのようなカジノを模した遊技場が三店方式を模倣した場合、遊技の結果による賞品の提供がこれに抵触するので、違法行為となる。
これらの状況については、警察・検察のパチンコ業界との癒着が指摘されている。産経新聞は景品交換所での現金化は「事実上の賭博」に該当しており、警察が黙認しているとしている。

### 警察との癒着
警察庁はパチンコ業界の監督官庁として、その外郭団体である保安通信協会で遊技機の仕様が適正であるかどうかを調べる試験を行ったり、さらに、試験に通過した機種を実際に営業に供して良いかどうかの検定を各都道府県の公安委員会で行ったり、あるいは店舗営業の許可を与えたりするなどの権限を握る立場にあるため、癒着が発生しやすい関係にある。例えば、遊技機の型式試験を行う保安電子通信技術協会の前会長は元警察庁長官であった山本鎮彦であり、職員の1/3を警察出身者が占めることや、パチンコメーカー・アルゼでは元警視総監である前田健治を常勤顧問として迎え入れていたなど、関連団体や企業への天下りとも解釈できる例が見られる。
パチンコ業者の団体である東京商業流通協同組合、東京ユニオンサーキュレーションなどに、多くの警察官が天下りしている。また、貸金業のクレディセゾンの連結会社であるパチンコ業界大手のコンサートホールは、各店舗ごとに警察官1名の天下りを受け入れることを警察への求人で表明している。このようなことから、ジャーナリストの寺澤有は「日本全国でパチンコの違法状態が放置されている理由は、他でもない警察が換金業務を牛耳っているからである」と問題視している。

### ATM設置
2007年から、インターネットイニシアティブ（IIJ）の連結子会社であるトラストネットワークスによってパチンコ店へのATM設置が行われるようになり、2010年にはトラストネットワークスが投資家に「今後4~5年間程度で約8,000台のATMを導入していく」とATMの設置をさらに推し進めることを表明。一方で「パチンコ店内のATM設置は依存症が強いパチンコの利用を煽らせて金銭の浪費を容易化させる」としてジャーナリストや日本共産党によって積極的にATMの設置問題が取り上げられるようになった。
パチンコ内でのATM設置自体は違法ではなく、風俗営業法第9条では警察に届け出をすることしか規定されていない。しかし、パチンコのATM設置を問題視する立場からは、ジャーナリストの小出康成はパチンコ店内におけるATMの設置に関する届け出は警察の実質的な許可となっている構造であること、日本共産党はATM設置届け出に対して何らかの手だてをとることができたということを前提にした上で警察が規制を一切行っていないことをそれぞれ問題視し、パチンコ店へのATM設置及びパチンコ業界の規制官庁である警察について批判的な言論を展開した。
このため、トラストネットワークスと提携してATM設置をすすめていた農林中央金庫や地方銀行が新規の設置を中止することやパチンコ店内ATM事業に協力しないよう傘下の団体に通知するなどの動きが生じたため、パチンコ店への新規のATMの設置が取りやめになるなどの影響が出ている。トラストネットワークスはATMで1日に引き出せる上限を3万円までとし、ATMからの現金引き出しに歯止めをかける仕組みを提示している。

### 依存症
精神医学においては行動嗜癖であり、国際疾病分類ICD-10の「精神および行動の障害」の「成人の習慣と衝動の障害」という項目にある、「病的賭博（pathological gambling）」の一つとされる。一般的には「ギャンブル依存症」とも呼ばれる。パチンコの場合気楽に行けるためカジノより危険であると考えられており、カジノの問題より最優先でパチンコへの対策が喫緊の課題として浮上している。
パチンコの大当たり時には、脳から大量のβ-エンドルフィン、ドーパミンなどの神経伝達物質（脳内麻薬とも呼ばれる）が分泌される。このため一種の薬物依存に近い状態に陥り、パチンコに依存する恐れがある（『報酬系』）。心理学者のバラス・スキナーによるネズミを使った実験（スキナー箱）では「ボタンを押すと"必ず"エサが出る」仕組みより、「ボタンを何回か押していると、"ランダムに"エサが出ることがある」仕組み（「間欠強化」）の方が、急にエサを出さなくなった場合であっても、ネズミは長い時間に渡ってボタンを押し続けることが判明しており、多くのパチンコ客が『ハマリ』に陥った場合でもパチンコを続けるのは、この仕組みで説明できる。
このパチンコ依存症は性癖や意思の問題として扱われたため、「治療できる」病気であることが理解されず放置され、治療行為が行われなかったために勉学や勤労への意欲を喪失した例や、さらに借金をしてまでパチンコにのめり込み多重債務や自殺といった悪循環に陥る例もある。多重債務に付けいる消費者金融や闇金融のありさまと併せて社会問題視（クレサラ問題）された。このことから、2005年頃から東京都遊技業協同組合などの業界団体でもパチンコ依存症に対する注意の呼びかけや問題解消のためのカウンセリングの紹介といった事業が始められている。2006年からは日本全体の業界団体である全日本遊技事業協同組合連合会でも同様の取り組みを開始しており、パチンコ依存症は治療を要する「病気」であると共に、業界団体としても救済を必要とする問題と位置付けて5年間分の運営費1億円を負担、同依存症に対する研究を進めるほか、専門相談員の育成を行うとアナウンスしている。
また民間では女性用回復施設の「ヌジュミ」が活動を始めている。パチンコ業界主導の依存症対策には疑問を投げかけている。回復者本人で精神保健福祉士が運営する相談カウンセリングセンター「横浜メンタルヘルスサポートセンター」も活動し効果を上げている。
元臨床心理士・タレントで作家の松岡圭祐は、小説『催眠』や『千里眼の教室』の中で、パチンコ依存症を以下のように表現している。
- パチンコ台は「大音量の音楽」「点滅するネオン」「回転するデジタルスロット」など複数の要素が絡む。
- 交感神経系優位で被催眠性の高い（熱中しやすい）人間をトランス状態の一種である、リラックス状態に陥れる。
- 大当り時に起きる高揚感を止められなくなり、浪費する傾向に走る症状。

### 児童の車内放置等
乳幼児を駐車場の自動車内へを放置し、そのまま熱中症や脱水症状などで死亡させる事故（→ネグレクト）や、北関東連続幼女誘拐殺人事件（足利事件）のように、親がパチンコに興じていた隙に乳幼児が誘拐される事件が発生した事例もある。
そのため、全日本遊技事業協同組合連合会は子供の車内放置は児童虐待の防止等に関する法律の児童虐待にあたるとして車内放置根絶を目指し注意を喚起するキャンペーンを行っている。対策として、加盟店内の一角に壁で仕切られた遊び場を設けて子供を預かったり、あるいは駐車場を店のスタッフが巡回して注意を呼び掛けている。同会の報告によると、巡回などで見つかった車内放置のケースは2006年度で37件、56人であった。年度によるブレが大きく2013年から4年間は40人程度であったが2017年は104人であった。
託児設備のあるパチンコ店も一部にはあるが、全国的にみても地方郊外店以外では導入に積極的ではない面もある。これについては、2006年5月から施行された改正風営法により、明らかに18歳未満と分かる者を入場させたホールに対して罰則規定が盛り込まれた。これにより立ち入り規制の徹底がされた店もあるが、以前と比べても立ち入り規制が取り締まられていない店も少なくない。ただし、取締りの強度は所轄の方針に左右され、大阪府などのように乳幼児まで含め完全に規制が徹底されているケースもある。

### 脱税
CR機導入以降は減少してはいるものの、依然として脱税が多く、業界全体として、国税庁の2004年度の調査では不正発見割合でみると、50.3%と約半数で脱税の疑いがあり、「不正発見割合の高い業種」「不正申告1件当たりの不正脱漏所得金額の大きな業種」では4206万2000円と、ともにパチンコがワースト2位にランクされている。現金の流れが不透明な中小ホールでは、未だに脱税体質に変化がないものの、近年、一部の大手ホールでは決算において監査法人を受け入れるなど、ある程度の改善傾向もある。しかし2012年までに、日本全国に存在する40に及ぶパチンコ店グループが、租税回避目的で企業再編税制を導入することをコンサルティング会社から勧められ、これを導入した結果、税務当局から一斉に多額の申告漏れを指摘された事が判明している。

### 不正改造・遠隔操作等の問題
業界各団体の健全化推進の努力が、継続的に行われているにもかかわらず、暴力団や海外マフィアが関わるコンピュータプログラムの内容を書き換えた違法改造ROM、パチンコ店による不正基板への換装、パチンコ店によるパソコンを利用した遠隔操作など、風営法で禁じられている無承認構造変更や、玉貸機や計数機を改造して不当な利益を上げようとする、詐欺罪に相当する不正などの、業界の信頼を失う不正行為が根絶できていない。

### 周囲に与える影響
- パチンコ店はネオンサインやLEDを使った電光掲示板などにより派手に外装してあることが多く、景観への配慮を求める声がある[121]。特に光害の大きな原因となるサーチライトに関しては、岡山県の旧美星町（現：井原市）の例[122]をはじめ、条例により規制する動きも広がりつつある。近年では外装に予算をかけずマスコミ媒体に予算を使った広告戦略を行う店も増えている。また、店舗内の音楽が周囲に漏れて騒音となっているところも少なくない。
- 大量の現金を扱うことから、景品交換所や事務室などでは強盗や深夜の窃盗事件がしばしば発生している[88]。
- パチンコ店のCMが教育上好ましくないという声がある[123]。全国放送されているのは主に大手メーカー製のパチンコ台そのものであり、パチンコ店（チェーン店）自体のCMはほとんどがローカル局での放送である（テレビ・ラジオでのCMやチラシによる広告が多い）。さらにはパチンコ・パチスロでは児童〜中年層にも人気のある漫画・アニメのキャラクターを起用した、版権もの（タイアップ）も多く含まれるため、これに対し北海道や新潟県、島根県ではCMの影響で射幸心をあおることや、多重債務を招く恐れがあるとして、テレビCMの自主規制を行うことを決めている[124]。また2009年4月より、子供が視聴することが多い時間帯である午前5時 - 午前9時及び午後5時 - 午後9時でのCM放送を自粛することが決められた[125]。しかし、2011年3月に東日本大震災（福島第一原子力発電所事故含む）による電力不足で、パチンコ業界における大量の電力消費が問題になったこと、また震災に伴う華美な広告活動の「自粛」などの意味あいから、震災発生直後以後は業界団体の日本遊技機工業組合（日工組）が毎年更新の取り決めとして終日パチンコ、パチスロマシン本体のCM放映が自粛され、終日に渡ってメーカーやホールのイメージCMが放送されていた（禁止ではなく自主規制である）[126]。ただ、2021年に稼働を開始した「Pフィーバー 機動戦士ガンダムユニコーン」（SANKYO）では、パチンコマシン本体としては久々にテレビCMが放映され[127][128]、それ以降他社も含めてパチンコマシン本体のテレビCMが放映されるようになっている。
- 自治体が運営する施設(公営交通、野球場など）でのパチンコ関連の広告の掲出を不可としている所がある。一例として東京都交通局が該当する[129]。
- 廃棄処分になったパチンコ台・パチスロ台のほとんどは香港、中国などに輸出され、不正なブローカーの手に渡った結果、有害物質の鉛が適正に処理されず、中国国内で健康被害を引き起こし問題となっていたが、昨今はリサイクルまで含めた一連の流れが確立している[130]。
- 前述のような、周辺環境への影響の問題から、条例（パチンコ店等規制条例など）でパチンコ店の出店を規制する動きが自治体の間で見られるが、市町村と、出店の認可権限のある都道府県との間で、縦割り行政による条例の食い違いと弊害があり、出店業者がその不備を突いて出店を強行するケースも見受けられる。例として、大阪府では「交野市」と「大阪府」との間での条例の違いにより、業者側が府の条例と最高裁判例を盾に取り工事を強行しており、市側が苦肉の策として、建設予定地の傍に市道があることに目を付け、市道の安全確保が困難になるという理由づけで2009年7月24日に仮処分を申請した[131]。2009年12月15日、建築続行禁止並びに営業禁止に係る仮処分申立について、大阪地方裁判所はいずれも却下する旨の決定を行った。[132]
- 店舗が襲撃対象となることがある。1955年（昭和30年）8月27日、福岡市天神のパチンコ店が放火され、関係者4人が死傷。火災は周囲の店舗に延焼して68戸が焼失する大火となった[133]。また、2009年（平成21年）7月5日には大阪パチンコ店放火殺人事件が発生。客ら5人が焼死した[134]。

### 韓国における法規制
韓国では、外見上はパチンコに類似した「メダルチギ」といわれる遊技機を置く店舗が1万5000店存在し、売上高は日本円にして約3兆円にのぼっていたが、2006年秋に換金行為・営業が禁止され、メダルチギ設置店舗は激減した（なお、POKKA吉田による解説も参照）。

### その他
プロサッカークラブ「大分トリニータ」に、2005年以降、大手パチンコ店チェーン「マルハン」がメインスポンサーとして支援してきたが、2007年にJリーグ側がパチンコ店のスポンサーを認めなくなったことから、2009年をもって撤退を余儀なくされた。その結果、球団の収入が激減して経営が悪化し、Jリーグに対して緊急融資を要請する事態に陥った。
また、上記のような不透明性があるためか、パチンコ台や関連機器メーカーの上場（株式公開）企業はあるものの、パチンコ店（ホール）の上場は申請した企業はあったものの長年にわたって認められず、上場企業は1社もない状態が続いていた。この背景には証券取引所のパチンコ店業界に対する厳しい姿勢がある。しかし、2012年8月6日、大手パチンコ店のダイナム（正式には持株会社のダイナムジャパンホールディングス）が香港証券取引所に上場を果たし、これがホール企業初の上場例となった。その後、2015年4月にニラクが、2017年5月にはオークラがそれぞれパチンコホール運営会社として香港証券取引所で株式公開をしている。

## 在日韓国・朝鮮人との関係
パチンコ産業は在日韓国・朝鮮人の割合が高く、韓国の中央日報によれば、日本に約1万6000〜7000店ほど存在するパチンコ店の経営者に占める割合は90%という指摘がある（2020年現在の店舗数は9000店程度に減少している）。『AERA』（2006年2月13日号）では全国のパチンコ店オーナーの国籍は「朝鮮籍の人が30〜40%、韓国籍が約50%を占め、あとは日本国籍、華僑系が各5%」だという。また、2008年1月10日のハンギョレの記事ではパチンコ業界の6割が在日韓国・朝鮮系としている。これらの数値は具体的な集計方法が不明であり、紙面によって数値が大きく変動していることや大手チェーン店をどのように扱っているかも不明であることに留意を要する。
民団傘下の「在日韓国商工会議所」では、所属する1万社のうち約7割がパチンコ業に係わっており、韓国民団、朝鮮総連の幹部、団員に多数のパチンコ店経営者、関係者が存在するため、外事警察ではパチンコ業界が韓国民団、朝鮮総連の資金源と見ている。

### 北朝鮮の資金源
自民党の武藤嘉文元外務大臣は1993年の国会答弁にて、「パチンコの金が何千億と北朝鮮に行っている」と述べている。各メディアにおいても、北朝鮮送金問題に関して北朝鮮の資金源として、朝鮮総連に関係するパチンコ業界があるのではないかと言われる。AP通信は2006年にパチンコで負けた損失が北朝鮮の核開発に流用されている可能性を危惧するパチンコファンの声や、「ドラッグとともにパチンコの収益が北朝鮮政府や軍の手に渡っている」という宮塚利雄の推測を伝えた。『読売新聞』2012年4月15日によると、日本から北朝鮮への送金は現在はほとんど無く、持ち出し額も「年間約5億円」という。
『朝日新聞』2011年6月7日朝刊15面記事によると、90年代半ばに売り上げ30兆円・店舗数1万8000店は、2010年までに売り上げ20兆円・店舗数1万2000店の3分の2に激減しており、2011年現在のパチンコ店経営者の国籍は、韓国が5割、日本が3割、中国・台湾が1割、朝鮮（北朝鮮）籍が1割であるとされる。

## 日本国外
パチンコは日本のみならずハワイや台湾など数カ国で営業している。日本で使われた中古台を活用し、スペックや連荘システムなどは現地仕様に改造してある。また、日本のように貸玉サンドに現金を投入するスタイルは少なく、カウンターで玉を購入するスタイルが多い。
韓国
韓国では日本のパチンコように玉を打ってプレイするスタイルではなく、メダルを入れ抽選後に当落を判断。技術介入要素は無いカジノのスロットマシーンのようなシステムであり、ダブルアップも存在する。当たったあとに商品券等が出て換金や商品と交換するシステムとなっている。射幸心の煽りなどのギャンブル性の問題が噴出し2005年に非合法化されたが、看板を変えて営業しているとされている。
韓国でパチンコが再び復活する可能性は非常に低いとされている。韓国政府は過去にパチンコがもたらした社会的な問題を重く見ている。2006年にパチンコが禁止された背景には、ギャンブル依存症の増加や経済的な損失が社会問題化したことがあげられる。政府はこれらの問題を再び引き起こすことを避けるため、厳格なギャンブル規制を維持している。
また、韓国ではカジノ産業が一部合法化されているが、これは主に外国人観光客を対象としたものであり、国内のパチンコ店の復活とは異なる。さらに、パチンコ自体が日本文化に深く根付いたものであるため、韓国での再導入には文化的な違和感や反発が伴っていることがいえる。このような背景から、韓国でパチンコが復活する可能性が低いといえる。
台湾
台湾では、日本と異なり、当たった数字や再抽選後に出た数字によって連荘数が決定。また、ハンドルは固定手を離しても良い。目が届く範囲内での掛け持ち遊技も容認されている。
グアム・ハワイ
基本的に日本のシステムと似ているが、カウンターで玉を買う・手を離してのハンドル固定可能・全店禁煙などの差異がある。

## 政界との関係
パチンコ業界と関係の深い自民党国会議員らによって時代に適した風営法を求める議員連盟が結成されており、パチンコへの課税、換金合法化などを提言している。また業界団体パチンコチェーンストア協会には政治分野アドバイザーとして多数の政治家が挙げられている。
2008年、在日本大韓民国民団の代表団が、韓国の李明博次期大統領当選を祝うために訪韓し、「パチンコ産業への規制による経営の苦しさ」を訴えた。李は、小沢一郎民主党代表との会談の際、民団から聞いたこととして、この話を小沢に伝え、「関心を持ってほしい」と要望した。小沢は「後日民団から聞く」と応じた。後日、民団と在日韓国商工会議所が母体の「レジャー産業健全化推進協会」の協会幹部たちが「遊技業業界の規制緩和を訴える陳情書」を小沢へ提出することとなった。上記と同様の陳情が2007年12月、泉信也国家公安委員長、森喜朗日韓議員連盟会長に対しても行われている。
2010年、パチンコの換金合法化とカジノの解禁を目標とした超党派の議員連盟、国際観光産業振興議員連盟が発足した。
2019年、秋元司前衆議院議員がパチンコ関連団体である全日本遊技産業政治連盟のパチンコ・パチスロ産業21世紀会を訪れ、参院選に対する自民党への協力を依頼している。

### パチンコ業界と権力の癒着
マルハンはIT企業であるソフトバンク、人材派遣会社であるパソナと同じく、 大阪維新の会、その関連団体である日本維新の会の大口支援者という説がある。

### 関連議連
- 国際観光産業振興議員連盟（通称カジノ議連）　2010年発足[102]
- 時代に適した風営法を求める議員連盟　2014年発足
- パチンコチェーンストア協会（政治分野アドバイザー51名 2010年5月10日現在）[146]

### 規制運動
- 第170回国会（2008年9月24日 - 2008年12月25日）では、「パチンコ店における出玉の換金行為を取り締まり、完全に違法化することに関する請願」が西村真悟の紹介により提出された[153]。
- 2018年7月5日の参院内閣委員会で、日本共産党の田村智子がギャンブル依存症対策としてパチンコの三店方式への規制を要求した[154]。

## 歴史

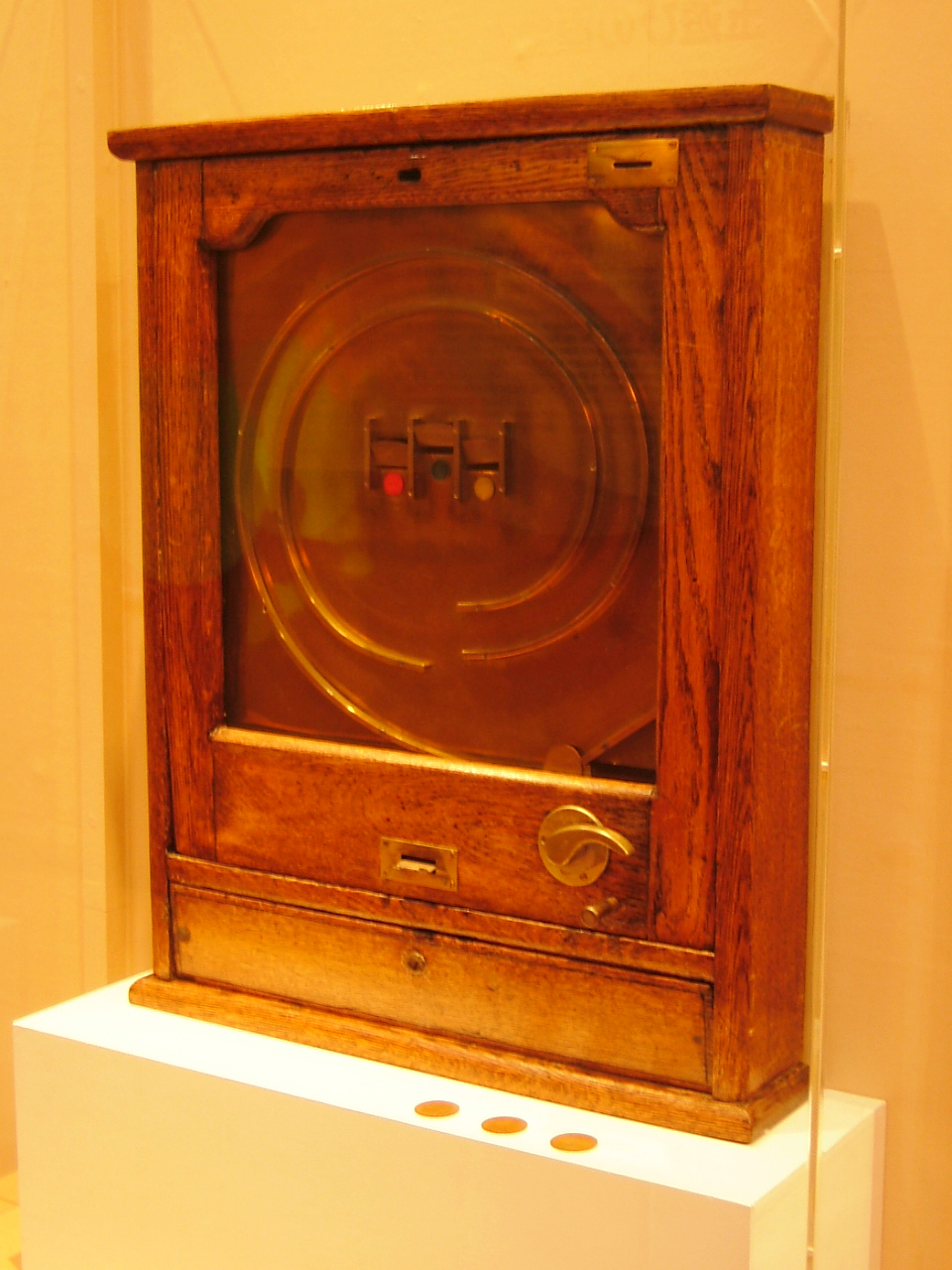
パチンコのルーツとされる『ウォールマシン』

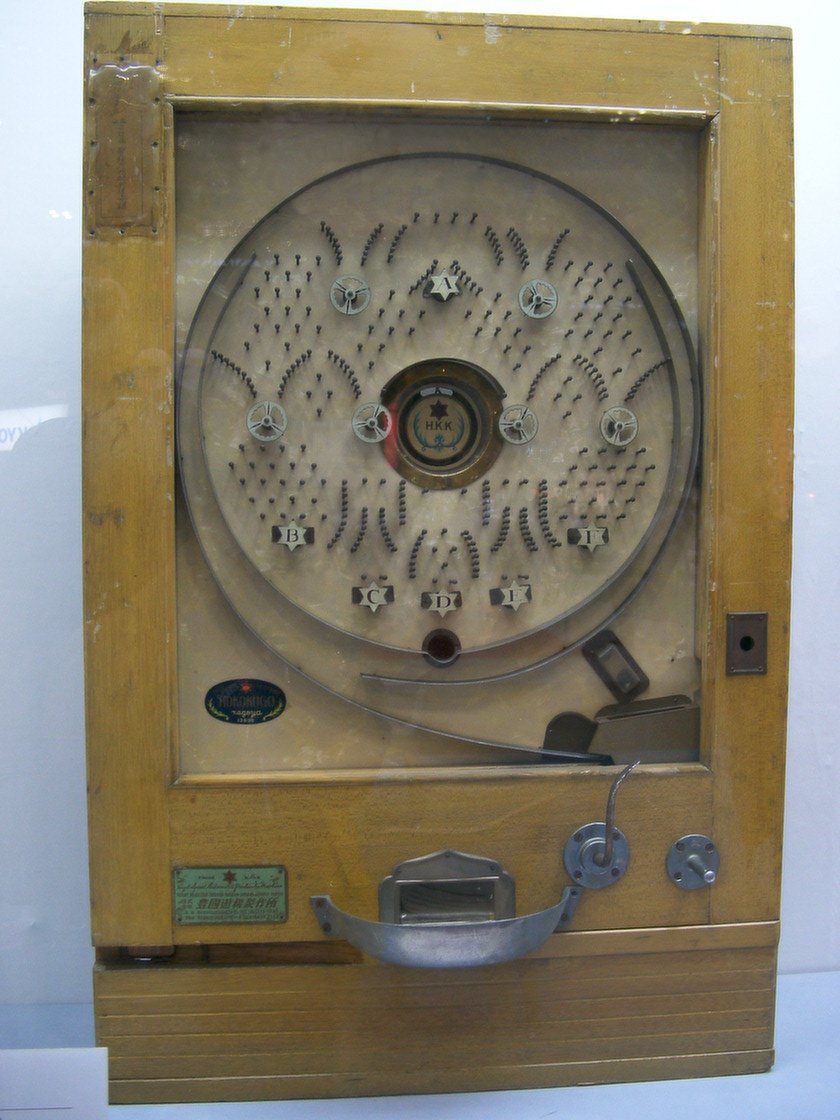
正村ゲージ

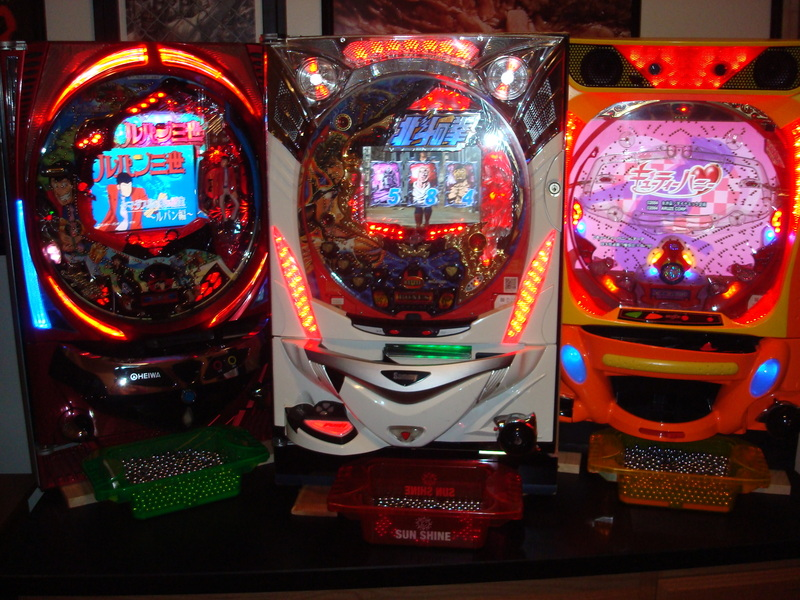
現代のパチンコ台

- 1925年頃に大阪で横型コリントゲームを改良したものがパチンコの発祥との説があるが、専門家によると[155]実際にはヨーロッパから輸入されたウォールマシンが日本で広まったものがパチンコの起源であるとされる[156]。
- 1930年、風俗営業第1号店が名古屋で許可されパチンコ店が開店。
- 1935年、秋田市内で13、14店舗が開設される。4月21日に秋田警察署が社会風教上有害なものとして営業差し止め命令を発出[157]。
- 1936年、高知でパチンコが大流行、半年で35店が開店。
- 1937年、日中戦争勃発。
  - 戦時特例法によりパチンコ店の新規開店が禁止される。
  - 現在のパチンコと同じ鋼球式のパチンコが登場。
- 1941年、太平洋戦争勃発。
- 1942年、戦時体制により、パチンコは不要不急産業として全面禁止。パチンコ店は閉店され、台は処分される。
- 1946年、禁止されていたパチンコが復活する。
- 1948年、
  - 風俗営業取締法（改正前の風営法）制定により、パチンコは許可営業となる。
  - 「正村ゲージ」が登場。
- 1949年、
  - 貸玉料金が1円から2円に値上げされる。
  - 丸新物産（現：ニューギン）が名古屋市で設立。
- 1950年、竹屋商会（現：竹屋）が春日井市で設立。
- 1951年、
  - 法改正により18歳未満の入場が禁止される。
  - ソフィア（西陣）が桐生市で設立。
  - 名古屋から全国に大流行した。[158]
- 1952年、
  - 菊山徳治考案のオール20連発式（機関銃式）が開発される。
  - 京楽が名古屋市で設立。
  - 大一商会が愛知県（現在の北名古屋市付近）で設立。
- 1953年、
  - 第1期黄金時代到来。パチンコ店387,664軒にのぼる。製造メーカーは約600社。
  - 循環器第1号機（高速度連射可能機：160〜180発/分の玉が自動的に発射）開発。これによりパチンコブームが加熱し、射幸心をそそるとして後の連発禁止令の要因となる。
- 1954年、
  - 東京都公安委員会が「連発式パチンコの禁止」を決定、全国に広がる。
  - 豪快不況が到来、全国軒数も半減。
- 1955年、モナミ商会（現：三洋物産）が名古屋で設立。
- 1956年、第一回業界編成期を迎える。
- 1957年、
  - 初めて役物を搭載したコミック機・「ジンミット」（西陣）発売。
  - 「竹屋式無人機」の登場で、従業員がシマの中に入らなくてもよくなった。
- 1958年、藤商事が大阪市で創業（法人としての藤商事設立は1966年）。
- 1960年、
  - 画期的な「チューリップ」が登場。
  - リモートコントロール方式を初めて発売。
  - 第2期黄金時代到来。
  - 平和が桐生市で設立。
  - 豊丸が名古屋市で設立。
  - パチンコメーカー60社が集まって日本遊技機工業協同組合（日本遊技機工業組合の前身）を結成。
- 1961年、大阪で三店方式の基となる仕組みが誕生、全国に広がる。
- 1962年、盤面のファッション化に拍車がかかる。
- 1963年、
  - 分離式（ユニパック）発表。
  - メダル式パチンコ機登場。
- 1965年、パチンコ店1万軒を越える。オリンピアマシン（パチスロの前身）登場。
- 1966年、三共（現：SANKYO）が名古屋で設立。
- 1972年、電動式ハンドルが認可される。貸玉料金が2円から3円に値上げされる。
- 1973年、太陽電子（現：タイヨーエレック）が名古屋市で設立。
- 1975年、間寛平の「ひらけ!チューリップ」が100万枚の大ヒット。サミーが東京都で設立。
- 1978年、貸玉料金が3円から4円に値上げされる。
- 1979年、全日遊連が「パチンコの日」制定（毎年11月14日）。高尾、三星（現：サンセイR&D）が名古屋市で設立。
- 1980年、現在のデジパチの基本である「三共フィーバー」が登場。
- 1981年、現在の羽根モノの基本である「ゼロタイガー」が登場。
  - 警察庁がフィーバー機の大当たり時に開く大入賞口開閉時間を30秒×10ラウンドに規制。
- 1982年、権利モノが初めて登場。
- 1983年、大同（現：ビスティ）が東京都で設立。
- 1984年、フィーバー機の大当たり時の大入賞口開閉時間を15秒×10ラウンドに規制強化。
- 1985年、「遊技機の認定及び型式の検定等に関する規則」（以下、遊技機検定規則）施行。保安電子通信技術協会によるパチンコ機の検定制度開始。
- 1986年、「全国パチンコ・パチスロファン感謝デー」制定。
- 1988年、警察庁が「CR機構想」を発表。日本レジャーカードシステム設立。東洋商事（現：フィールズ）が名古屋市で設立。
- 1989年、日本遊技関連事業協会設立。日本ゲームカード設立。
- 1990年、風営法施行規則改定。最大大当たりラウンド数が10ラウンドから16ラウンドに緩和。確率変動（確変）の導入。
- 1990年代、この頃より車に置き去りにされた子供の熱中症事故が問題視され始める。
- 1992年、最初のCR機「CRフラワーショップ」が登場。
- 1993年、「ダービー物語事件」。この事件を機に連チャン機は規制され、CR機の導入が加速化する。
- 1995年頃 台北市が三店方式のパチンコ店を全面的に禁止した。
- 1996年、遊技機内規変更。CR機の確変の連続が最大80ラウンドに制限（いわゆる5回リミッター）され、大当たりの確変を搭載したCR機の時短機能や確変の2回ループを禁止。それまで規定されていなかった大当たり確率の下限を1/360に規制。同時に「社会的不適合機」と呼ばれ、射幸性が高いとみなされた機種（約70万台）を自主撤去。
- 1997年、パチンコメーカー10社に対し公正取引委員会が私的独占の禁止及び公正取引の確保に関する法律（独占禁止法）違反による排除勧告を行う。（いわゆるパチンコ機特許プール事件）
- 1999年、遊技機内規変更。大当たりの確変割合と大当たりの出玉数に応じてリミットを設けるようになり、5回リミッターが事実上の撤廃。最低賞球数が5個の機種の場合、大当たり確率の下限を1/320に規制。
- 2002年、遊技機内規変更。最低賞球数が5個から4個に。大当たり確率の下限が、賞球に関係なく1/360に緩和。大当たり終了後の時短が認められる。
- 2004年、遊技機検定規則改定。パチンコの種区分が廃止。
  - ハンドル部へのバイブレータ搭載、抽選演出の省略（センサー等を使用したスキップ機能）、演出の書き換えによる連続予告（擬似連続予告は対象外）をそれぞれ禁止。大当たり確率の下限が1/500に緩和。ループ式の機種の確変割合の上限（50%）や普通電動役物（電動チューリップ等）のサポートを搭載した場合の高確率の上限（1/50）を撤廃。最低賞球数が3個（規則上は1個）に。
- 2005年、遊技機内規変更。1/500にまで緩和された大当たり確率の規定が見直され、下限が1/400となる。
  - この頃からパチンコの新機種のテレビCMが頻繁に流れるようになる。
- 2006年5月、風営法改定。閉店前やトラブル時の出玉保証の禁止、明らかに18歳未満と分かる者を入場させたパチンコ店に対する罰則規定などが盛り込まれる。
- 2006年6月、「みなし機」の完全撤去。
- 2006年秋 韓国のパチンコ店（1万5,000店）が全面的に廃止された。
- 2006年8月8日、有限責任中間法人遊技産業健全化推進機構設立。
- 2007年4月、有限責任中間法人遊技産業健全化推進機構が「誓約書」を提出した全国のパチンコホールに対して、「随時・不通知」の立入検査を開始。
- 2008年3月、遊技機内規変更。2004年の規則改定以降なくなっていた連続予告の解禁（ただし、変動時間を変更してはいけない）。
- 2009年4月、遊技機内規変更。大当たり確率における「出玉なし通常大当たり」は大当たりの確率計算から除外した上で、下限1/400を遵守（確率計算から除外しない場合は、1ラウンドあたりの特別電動役物の開放時間を6秒以上にして出玉を得られるようにすること）。
- 2010年7月、遊技機内規変更。大当たり確率における「出玉なし大当たり」を最大出玉の1/8未満と定義付け、通常/確変の種類を問わず、大当たりの確率計算から除外した上で、下限1/400を遵守。
- 2011年1月、遊技機内規変更。大当たり確率における「出玉なし大当たり」を最大出玉の1/4未満と定義付け、通常/確変の種類を問わず、大当たりの確率計算から除外した上で、下限1/400を遵守。かつその確率を「出玉なし大当たり」を含めた確率の1/1.3以上に制限。
- 2011年4月、新聞出版・放送向け宣伝活動の大幅制限（遊技機の機種に関する宣伝の自粛、企業PRに関するCM制作・放映等）を業界全体により徹底、これにより先月中旬に発生の震災後に宣伝活動を再開させた遊技機メーカーのCMはほぼ全てが企業イメージCMに差し替えられた[注 16]。（2021年3月31日で終了）
- 2012年8月、ダイナムの持ち株会社ダイナムジャパンホールディングスが香港証券取引所に株式公開。パチンコホール運営会社の株式上場は初めて[注 17]。
- 2014年4月、消費税増税にあわせて貸玉料金における消費税の外税表示が認められる。これにより、貸玉料金の上限が4.32円（消費税込）となる。
- 2015年4月、日本遊技機工業組合が「のめり込み対策に関わる申合せ」を発表（事実上の遊技機内規変更）。同年11月以降に登場する機種に適用となる。大当り確率の下限値の引き上げや、突然確変からのST抜けや潜伏確変の禁止など。
  - 具体的な内容は以下の通り。（1）大当り確率の下限値を現行の1/400から1/320とする。（2）一連の大当りで得られる遊技玉数の期待値を最大7200個（最初の大当り分を含まず）に変更。（2）獲得出玉の期待値が6400個を超える場合、最大出玉の1/3もしくは600個以上の出玉が獲得できなければならない（最大が1800個未満の場合）。※獲得出玉の期待値が6400個とは初当り1回に対する平均出玉[159]
- 2016年2月、日本遊技機工業組合はいわゆる「釘変更によって性能が異なる可能性のある型式遊技機」問題に関して、該当機種を回収するための第1回対象機リストを発表。6月の第3回発表まで行われ、該当する遊技機（約726,000台）は2016年12月末までに撤去することで業界各団体が合意。
- 2016年11月、国内のパチンコ店舗数が1万店を割り込んだが同年12月には1万店舗を回復した。[66]
- 2017年、再びパチンコ店舗数が1万店を割り込む[67]。
- 2018年、遊技機検定規則改正。1回の大当たりの最大出玉が2400個から1500個へ減少するなど（前述）。

## 台の区分・種類
- CR機
- 正村ゲージ
- 現金機
- デジパチ
- 羽根モノ
- 権利物
- 一般電役
- 普通機
- 一発台
- アレンジボール(アレパチ)
- スマートボール

## 日本のメーカー一覧
パチンコ遊技機等製造会社の組合として、1960年設立の日本遊技機工業組合（日工組）がある。

### 現存するもの（50音順）
◎ : 2017年時点で過去1年以内に新機種を供給しているメーカー

○ : 2017年時点で過去2年以内に新機種を供給しているメーカー

× : 2017年時点で過去2年以上新機種を供給していないメーカー
- ◎A-gon - 2015年に日工組に加盟した、最も新しいメーカー
- 足立ライト工業所 - 未上場、パチンコ台の樹脂部品の企画や設計、電子部門の開発から組み立て・販売までの全ての工程を手掛ける。愛知県小牧市
- ×エース電研 - 未上場、遊技場における省力機器や部備品の製造及び設置工事、遊技機の製造販売。東京都台東区
- MRD - 未上場、パチンコ機器を始めとするアミューズメント製品の企画や設計、ならびに試作製造。名古屋市東区
- オリンピア - 未上場、パチスロなど室内遊戯機の製造・販売、特許権・実用新案権などの管理も。東京都台東区
- オーイズミ - 東証スタンダード、パチスロなどの遊技場向け機器の製造販売を行う。神奈川県厚木市
- オムロンアミューズメント - 未上場、パチンコ機器の開発。愛知県一宮市
- ◎京楽産業.
  - ◎オッケー. - 旧まさむら遊機
- ○コナミアミューズメント - 旧アビリット、旧高砂電器産業
- コスモ・イーシー - 未上場、パチンコ機器の製造や販売から、紙幣識別装置および磁気カード等の開発および販売、保守まで。東京都台東区
- セガサミーホールディングス - 東証プライム、パチスロ製造最大手のサミーと業務用ゲーム大手のセガを傘下に持つ。東京都品川区
- ◎サミー　- 未上場、パチンコ機やパチスロ機、じやん球遊技機および関連機器なども開発・製造・販売。東京都品川区
  - ×銀座
  - ◎タイヨーエレック
- ◎SANKYO - 東証プライム、パチンコ機器やパチスロ機器の製造および販売。東京都渋谷区
  - ◎ジェイビー
  - ◎ビスティ - 旧大同（ダイドー）
- ◎サンセイアールアンドディ（Sansei R&D） 未上場、遊技機の開発や製造・販売。名古屋市中区
- ◎三洋物産（SANYO）
  - ◎サンスリー
- ◎ソフィア - 西陣ブランドで販売 未上場、「PRewrite」などのパチンコ台やスロットマシーンなどの製造。群馬県桐生市
- ◎大一商会 - 未上場、パチンコやパチスロなどの遊戯機を開発・製造・卸売している。また、店舗の運営も手掛ける。愛知県北名古屋市
- ◎大都技研 - 未上場、パチスロ機器の製造および販売の他家庭用ゲームソフトの販売なども。東京都台東区
- 大都販売 - 未上場、パチンコ設備機器の製造・販売やパチンコ店の設計も。東京都台東区
- ◎高尾
- ◎竹屋
- ◎豊丸産業 - 未上場、パチンコ遊戯機器の設計・製造および販売。名古屋市中村区
- ◎七匠
- ◎ニューギン - 未上場、パチンコ遊技機の開発と製造。名古屋市中村区
  - ◎EXCITE
- パイオニア - 未上場、パチンコ・スロット機を企画し、人間工学に基づいた独自の開発や製造、販売を行う。東大阪市
- ハイライツ・エンタテインメント - 未上場、「シスタークエストシリーズ」などの遊技機の開発や製造。東京都千代田区
- ◎藤商事 - 東証スタンダード、パチンコ遊技機やパチスロ遊技機機の開発・製造・販売。大阪市中央区
- フィールズ - 未上場、パチンコ及びパチスロ遊技機の販売や販売代行業務。東京都渋谷区
- ◎平和 - 東証プライム、パチンコ機やスロット機の企画・開発・製造・販売。東京都台東区
  - ◎アムテックス
  - ×オリンピア
- ◎ベルコ
- ◎マルホン工業
- ○ミズホ - ユニバーサルエンターテインメントグループ
- ◎メーシー - ユニバーサルエンターテインメントグループ
- 山佐 - 未上場、パチスロ機種の開発及び製造等。岡山県新見市
- ユニバーサルエンターテインメント - 東証スタンダード、遊技機およびその周辺機器の開発を行う会社。東京都江東区

### かつて存在したもの
- 奥村遊機

## その他関連企業
- ニッケアウデオSAD - 未上場、アミューズメント施設の運営等。大阪市中央区
- 平和商事 - 未上場、パチンコなどのアミューズメント施設を展開。京都市中京区
- NAITO - 未上場、大手遊技機メーカーにパチンコ・パチスロ部品供給。愛知県みよし市
- ダイコク電機 - 東証プライム、パチンコホール向けコンピュータシステムの開発や製造および販売。名古屋市中村区
- ハピネット - 東証プライム、映像・音楽ソフトの卸売。東京都台東区
- サン電子 - 東証スタンダード、スマートグラスおよび飲食店向けクラウド型プラットフォームの開発および卸売。愛知県江南市
- 光新星 - 未上場、パチンコなどアミューズメント施設に関する商品販売。大東市
- トライアングル - 未上場、パチンコ・パチスロ台設置・点検サービスを行う。千葉県千葉市花見川区
- 日本ぱちんこ部品 - 未上場、ぱちんこ機の部品、ハンドルや受け皿、台の裏ユニットなど周辺機器。愛知県名古屋市名東区
- ロッキーコーポレーション - 未上場、パチンコホールの運営管理や娯楽遊戯機器の卸売を手掛ける。福岡県糟屋郡粕屋町
- 共和コーポレーション - 東証スタンダード、ゲームセンターの運営やゲーム機器の販売を行う。長野市
- 日本ゲームカード - 未上場、パチンコ店で使用されるプリペイドカードシステムの開発・製造及び販売。東京都台東区
- BOOOM - 未上場、パチンコ・パチスロ遊技機の開発に携わる総合エンターテインメント企業であるフィールズ社のグループ会社。アミューズメント遊技機の商品企画など。東京都渋谷区
- アーチ - 未上場、遊技場設備工事や電源チェッカーなどの販売、飲食店の経営なども。さいたま市南区
- ラクジン - 未上場、ゲームソフトやアプリ、パチンコ遊技機などを開発。大阪市淀川区
- コア電子 - 未上場、アミューズメント施設の企画と設計および施工と管理を行う。札幌市白石区
- ネット - 未上場、パチスロ機やそれに関連したキャラクターグッズの開発・製造・販売。大阪市中央区
- リンク - 未上場、遊技機販売や取り付けを行う。愛知県清須市
- ワンエージェント - 未上場、パチンコ台付属のランプ・呼び出し機器の製造販売事業を展開。大阪市鶴見区
- 三共エクセル - 未上場、SANKYOグループの一社として遊戯機の部品の製造。群馬県みどり市
- 森創 - 未上場、パチンコ盤面の開発及び設計やパチンコ筐体の製造、卸売。愛知県北名古屋市
- アイビス - 未上場、ゲームセンター「GAME AIVIS」の運営や、ゲーム機のレンタル。兵庫県揖保郡太子町
- 浅間製作所 - 未上場、パチンコ及びパチスロ遊技機などの部品を開発し製造。名古屋市瑞穂区
- ヤマダ - 未上場、パチンコ関連製品の企画から製造まで。名古屋市中川区
- 三立電機 - 未上場、ゲーム機やLED投光器などの電子機器の製造。寝屋川市
- 哲信クリエイト - 未上場、アミューズメント機器中古販売・輸入代行・メンテナンス　アーケードゲームやメダルゲーム・コインゲームおよびクレーンゲーム、体感ゲームなどのアミューズメント機器の中古販売。大阪市住之江区
- ジェッター - 未上場、パチンコ遊技場向けの省力化設備機器の開発や卸売。長崎県佐世保市
- 三九 - 未上場、パチンコ筐体やスロットマシンの製造販売やリース及びレンタルDVD店を運営。福岡県北九州市小倉北区
- 共栄商会 - 未上場、パチンコやパチスロなどアミューズメント機の部品製造。愛知県名古屋市中村区
- エピクロス - 未上場、パチスロ開発を行う会社、パチスロ実機と周辺機器の開発を行っている。パチスロの企画からデザイン・映像やプログラミング、音響制作。東京都台東区
- 大平商会 - 未上場、パチンコ関連備品の製造・販売。東京都台東区
- 大力 - 未上場、パチンコ店に導入する大型集塵装置など環境設備機械の製造を行う会社。プラズマや集塵フィルターにより、ダイオキシンを除去する集塵装置などの環境設備機械を製造。愛媛県西条市
- メイセイ - 未上場、メダル補給システムとのメダル製品の製造・卸売、ダウン島対応やメダルカウンター専用機等の水洗い補給システム製品の製造・卸売。愛知県名古屋市港区
- 池田加工 - 未上場、アミューズメント施設で使用される製品の製造を行う会社、パチンコやスロット、玩具や工業部品などの企画・開発から製造、管理および配送まで。愛知県名古屋市中川区
- 高畠電子 - 未上場、パソコン関連機器や映像機器の製造を行っている会社。パソコン添付品ASSYなどのパソコン関連機器や、パチンコ液晶画面などの映像機器の製造。山形県東置賜郡高畠町
- ザイクス - 未上場、パチスロなど遊技機及びモバイル向けゲームアプリの企画開発を行う会社、遊技機のコンテンツの企画、ソフト開発及び筐体の開発・製造を一貫して行っている。東京都港区
- 共栄商会 - 未上場、アミューズメント設備の部品の製造および卸売。岐阜県海津市海津町
- サン電子工業 - 未上場、電源装置やアミューズメント機器の製造・販売。埼玉県秩父市
- ケイビーカンパニー - 未上場、パチンコやスロットなど遊技機を取り扱う会社で新台遊技機の販売の他に、中古遊技機の販売・買取や、遊技機関連の部品も取り扱う。大阪市浪速区
- トレード企画 - 未上場、遊技場向けの設備機器の販売および設置を行う。福岡市博多区
- オーイズミラボ - 未上場、パチンコ関連機器等を製造。
- ユビテック - 東証スタンダード、IoT技術によるセンサ搭載通信端末機器のハードウェア製品の開発・生産を行う。東京都港区
- サンタエンタテイメント - 未上場、アミューズメント機器コンテンツやゲームコンテンツの開発を行う会社、パチンコ・パチスロの液晶表示コンテンツやソフトウェアの他、演出制御コンテンツなどの企画および制作も。東京都豊島区
- 石田興業 - 未上場、ビルの管理やパチンコ店の運営など。北海道釧路市
- KEYクリエーション - 未上場、パチスロ機の企画や開発など。東京都品川区
- サトー精工 - 未上場、農業機器などを製造する会社で精密板金加工技術で農業機械やアミューズメント機器およびFA機器など。山形県村山市
- アイ電子工業 - 未上場、電子機器に関わる業務を行う会社、電子機器の設計や製造および組み立てなど、電子機器に関わる様々な業務。静岡県浜松市中区
- dNexT - 未上場、パチンコ・回胴など遊技機の企画・開発。東京都中央区
- マイクロキャビン - 未上場、遊技機用ソフトウェアの企画・開発・管理。三重県四日市市
- 伊藤鍍金工業所 - 未上場、自動車内外装品、アミューズメント機器、家電製品等の部品製造。群馬県高崎市
- ジーズ - 未上場、パチンコやパチスロのイベント企画・制作・運営。東京都豊島区
- 名古屋精工 - 未上場、産業用機械や遊戯関連機器を設計・製作。愛知県春日井市
- イチネンジコー - 未上場、合成樹脂およびアミューズメント機器などの開発や販売。東京都港区
- 中京遊技 - 未上場、パチンコのオートメーション装置の製造・販売・施工。兵庫県神戸市兵庫区
- MINAテクノロジー - 未上場、アミューズメント製品の設計や開発、製造などを行う会社、パチスロのクレジットメダル投入用スイッチなど。栃木県大田原市
- マツムラ - 未上場、精密機器アミューズメント機器の製造および組み立て。栃木県宇都宮市
- ケーエス販売 - 未上場、パチンコ・パチスロ台の販売や買取、整備。東京都台東区
- 浪速商事 - 未上場、パチンコやスロット台の販売など。大阪市浪速区
- トーケン - 未上場、アミューズメント店用のコインや記念メダルを製造。堺市堺区
- タクト - 未上場、パチンコ・パチスロ機の企画や映像制作、ソフトウェアの開発など。東京都港区
- テクシーダ - 未上場、パチンコやパチスロホールの総合プランニングなど。千葉県船橋市
- エルゴジャパン - 未上場、アミューズメント用の椅子などの開発・製造、パチンコなどのアミューズメント用の椅子の開発・製造。東京都品川区
- KEY WEST - 未上場、ゲームソフトの企画開発などの映像関連事業を行う会社、各種コンシューマゲームソフト、ならびにパチンコやパチスロ遊技機向けの液晶映像ソフトなどの企画開発。大阪市淀川区
- P-シェアリング - 未上場、パチンコ・スロットの遊技台を保管。東京都台東区
- 横浜三矢商事 - 未上場、遊技機の卸売や買取およびデイサービス施設の運営などを行う会社、パチンコ台やスロット台など、遊技機の卸売や買取およびメンテナンスも。神奈川県横浜市港北区
- Newz - 未上場、パチンコ台やパチスロ台の販売及び管理等。東京都台東区
- ディー・オー - 未上場、パチンコなどの企画やゲームアプリの開発を行う会社、パチンコなど回胴式遊技機の企画。東京都新宿区
- 山宝商会 - 未上場、パチンコ事業における、三店方式に基づいた景品提供。埼玉県越谷市
- アルファイン - 未上場、パチンコやスロットなどの遊技機の製造・加工。愛知県名古屋市中川区
- エス・イー・エル - 未上場、パチンコ機のトータルプロデュースを行う会社、パチンコ機の生産を企画から基板やソフトの開発、量産まですべて行う。東京都江東区
- 岡崎産業 - 未上場、スロット台やカード自動販売機の製造・販売。三重県松阪市
- ユニカ - 未上場、メダル貸出機などのアミューズメントゲーム機器を開発・販売。東京都台東区
- プラウド - 未上場、パチンコ及びパチスロの機器を販売・買取を主軸に行う。大阪市浪速区
- アロフト - 未上場、パチンコなどの遊技機の映像企画や制作・制御などを行う。東京都千代田区
- アイビス機販 - 未上場、パチンコの卸売や整備およびパチンコ店の清掃などを行う。札幌市白石区
- エマ - 未上場、遊技機や関連付属品の製造と販売を行っている会社で電子遊技機の設計やソフト開発、そしてこれらに関連するシステムの設計開発。兵庫県伊丹市
- 西部ユニオン - 未上場、パチンコやスロットなどの遊戯機器の卸売。大阪市東成区
- ジェイビー - 未上場、パチンコ機器の開発から販売まで行う。東京都渋谷区
- デンサン - 未上場、音響機器の製造を中心に品質確認や修理、スピーカーやコーヒーミルなどの音響・家電機器を中心に製造を行う会社。他にパチンコ機器などの遊戯用機器も手掛けている。埼玉県所沢市
- ツルマキ工業 - 未上場、主に電気機器の中継に用いるワイヤーハーネスの製造および販売を手掛ける。また、工場自動化装置の設計や開発、メンテナンスを。新潟県加茂市
- 有限会社松原商会 - 未上場、パチンコやパチスロなどの娯楽遊戯機器の卸売およびメンテナンス。熊本県熊本市中央区
- 大都製作所 - 未上場、遊技機向けの省力化機器や各種自動反網引の開発。製造。東京都北区
- エビスワーク - 未上場、パチンコ機および補給設備の販売。広島県広島市南区
- オートテクニカ - 未上場、パチスロマシンや紙面検査装置及び内蔵する電子部品の製造。埼玉県北足立郡伊奈町
- ブラザーエンタープライズ - 未上場、アミューズメント機器のモーターなどの製造販売。名古屋市瑞穂区
- シンワ - 未上場、パチンコ台やスロットなどパチンコホール運営に関わる設備の卸売および保守。福岡市博多区
- 小曾根電機 - 未上場、電気や水道などの設備工事および電子装置等の組立。栃木県栃木市
- オーク電子 - 未上場、アミューズメント関連機器や防災灯を製造。長野県飯田市
- フタバ産業 - 未上場、パチンコ・スロットなどのアミューズメント機器メーカーの認定工場であり、アミューズメント機器部品の組み立てや、液晶組み立てなど。埼玉県児玉郡上里町
- ライジングエンターテイメント - 未上場、アミューズメント機器やパチンコ・パチスロ機器などを製造する会社、海外のゲーミング市場向けのソフト･ハード開発など。東京都台東区
- サンライト小西 - 未上場、遊技場機器の販売やパチンコ店サポート。大阪市浪速区
- 名和テクニカ - 未上場、パチンコやスロットマシン等の販売。愛知県春日井市
- 東伯電機 - 未上場、アミューズメント部品の組立。鳥取県東伯郡琴浦町
- カンピオーネ - 未上場、パチンコ機の企画や販売および保守など。大阪市西区
- ユーティーエー東山 - 未上場、精密プレス金型の製作やプレス加工およびプレート加工などを行う会社、コンピュータなどの通信機器やアミューズメント機器における精密プレス金型の製作やプレス。岩手県一関市
- 西北商事 - 未上場、パチンコ店に景品雑貨やパチンコの機械を卸売。新潟市東区
- マークジェイ - 未上場、パチンコ及びパチスロ機の卸売または管理や点検、設置を手掛ける。東京都品川区
- カリスト - 未上場、アミューズメント機器を開発している会社でパチンコやスロットなどに使われるアミューズメント機器を開発をしており、企画立案から映像や音楽またソフトウェアの開発まで。東京都千代田区
- ミズホ - 未上場、パチスロ機及びパチンコ機の開発・製造。東京都江東区
- エントラスト - 未上場、パチンコやパチスロなどの遊技機の開発を行う会社、遊技機の企画・開発や品質管理。名古屋市中村区
- 依田工業所 - 未上場、パチンコ機に使われるプラスチック製品の加工や製造、成型などを手掛ける。静岡市駿河区
- メディアドリーム - 未上場、システム機器の設置・メンテナンス、エンジニア派遣などを行う。大阪市西区
- 三友製作所 - 未上場、工作機械等に用いる鉄やステンレス・アルミなどの板金加工。岐阜県羽島市
- エイビット - 未上場、主にパチンコ台などの遊技機の開発。東京都千代田区
- シンセイ - 未上場、パチンコ・パチスロ遊技機部品の製造・販売。名古屋市中村区
- ジョイコシステムズ - 未上場、遊戯機用プリペイドシステムの開発販売事業を主力に行う。東京都台東区
- オーケーエー - 未上場、パチンコ遊技機の販売を行う会社、サンキョーや三洋物産ならびにサミーなどのメーカーのパチンコ遊技機の販売。新潟市
- アオイ - 未上場、パチンコ機部品の設計および販売を行う会社、パチンコ機部品である電動チューリップおよびアタッカーの設計から製造、卸売まで。名古屋市熱田区[160]
- スタンバイ - 未上場、アミューズメント機器の販売・レンタル、及びアミューズメント施設の運営など。千葉県船橋市
- エスケイ商事 - 未上場、パチンコやパチスロ台の販売および提案。高槻市
- 駿河工業 - 未上場、アミューズメント機器の組み立てや検査を行う会社。静岡県駿東郡小山町
- 北越ノバックス - 未上場、パチンコ玉やメダルなどのパチンコ店に必要な機材の販売。石川県野々市市
- 北日本ジェー・シー・エム - 未上場、パチンコ台やスロット台の販売を行う会社、パチンコ台やスロット台、および預り金精算機などの販売。札幌市白石区
- 九州京楽 - 未上場、パチンコ機やパチスロ機の販売。福岡市南区
- ドリームスター - 未上場、パチンコやスロットに使用するメダルを製造。岸和田市
- ジャローカンパニー - 未上場、パチンコ台やパチスロ機の販売や洗浄、整備。群馬県邑楽郡千代田町
- 瑞穂産業 - 未上場、制御コントロール装置などの制御装置。また、エアコンやパチンコの組立て。寝屋川市
- ドリーム - 未上場、パチンコなどの遊技場の部備品や、設備関連商品の販売を行う会社、パチンコ玉やメダルなどの遊技場部備品および消耗品の販売や、遊技場内外装工事業務。岸和田市
- インスピリット - 未上場、遊技機の開発請負やデバッグ業務を行う会社、主にパチンコ・パチスロなどの遊技機に特化した企画や制作業務、演出映像の作成、ゲームの仕様書作成など。東京都渋谷区
- 山本商事 - 未上場、パチンコなどのホール部備品の販売。長野市
- マーステクノファクトリー - 未上場、金属や樹脂でパチンコ周辺機器の製造。静岡県三島市
- ジェネシス - 未上場、パチンコ機基板電子回路の設計。茨城県那珂市
- ラック - 未上場、娯楽遊戯機械の卸売。名古屋市守山区
- スリーク - 未上場、娯楽遊戯機器や産業用機械の製造。宮崎市
- ラッキー - 未上場、アミューズメント施設の運営やアミューズメント機器の製造・販売。千葉市稲毛区
- 三代川 - 未上場、パチンコ部品の成形や組付けおよび金型製作など。群馬県桐生市
- 冨士精機 - 未上場、自動車部品および遊技機部品の製造。群馬県桐生市
- プロ - 未上場、パチスロおよびパチンコの製造および卸売を行う会社、遊戯施設用のパチスロおよびパチンコの企画や開発から製造および卸売、リース。大阪市住之江区
- ライズ - 未上場、娯楽用機器の卸売。名古屋市西区
- ゼンリン - 未上場、パチスロ遊技機の販売やカフェ「Sweets Smile」を運営する会社、パチスロ遊技機の導入コンサルティングから機体販売ならびにアフターメンテまで。北海道札幌市白石区
- イクジー - 未上場、遊技機業界向けのセキュリティ製品などの製造や販売を行う会社、パチンコやパチスロなど遊戯機器に関連したセキュリティ製品の製造や販売。鹿児島市
- アップス - 未上場、遊技機の卸売を。福岡県糟屋郡志免町
- アーバン - 未上場、スロット周辺機器について販売・管理。東京都台東区
- 中井製作所 - 未上場、遊技機器の組立などを行う会社、遊技機器の組み立てや電機検査機の製造。岡山市中区
- ツースリー - 未上場、パチンコやパチスロ機の制作を行う会社、主にパチンコやパチスロ機を制作している。演出企画の立案からデザイナーによるキャラクターや映像全般の制作。名古屋市東区
- ライトカンパニー - 未上場、パチンコやスロット台の販売。愛知県あま市
- コーボー - 未上場、アミューズメント機の開発などを行う会社、業務用アミューズメント機の企画や開発および製造、販売。兵庫県姫路市
- ジン - 未上場、主に遊技機器メーカー製品の組立や製造を請負。愛知県海部郡大治町
- グーン - 未上場、パチンコ型スロットマシンの設計・開発。東京都墨田区
- シェンロン - 未上場、パチンコ・パチスロの実機やアプリケーションを開発。東京都渋谷区
- エム・アール・アイ・ジャパン - 未上場、パチンコやパチスロ機の卸売やリサイクル。青森市
- ティーワン - 未上場、アミューズメント機器の販売や修理。福岡市博多区
- エムアールサービス - 未上場、パチンコやスロットマシンの卸売および配線工事。北九州市小倉北区
- ピックアップ - 未上場、パチンコ向けの遊戯機の企画や開発を行う。東京都千代田区
- エスケイ商事 - 未上場、大阪で、パチンコ・スロット機の新台・中古機の販売。大阪市阿倍野区
- 京滋京楽 - 未上場、パチンコ機やパチスロ機の販売。京都府京都市左京区
- 太陽電子販売 - 未上場、新台遊戯機の販売およびメンテナンス。大阪市東成区
- アイル - 未上場、パチンコ遊技機や回胴式遊技機の開発などを行う会社、パチンコやパチスロ機などの演出企画や演出抽選値割り振りなどの企画および開発に加え、動作制御や表示制御ならびに映像制御の制作や開発。東京都文京区
- キャン・オール - 未上場、パチンコやスロット台の販売。神戸市中央区
- ジャストオン - 未上場、パチンコ台やホールの清掃など。大阪市浪速区
- クリエイト - 未上場、パチンコ店などのシステム構築など。東京都大田区
- 三基 - 未上場、パチンコ店などの自動吸殻回収装置を製造・設置。東京都足立区
- オーケープランニング - 未上場、パチンコ台や金属探知ゲートの取り付け、及び電気工事や販売。茨城県土浦市
- ライズコーポレーション - 未上場、パチンコやパチスロなどの遊技機の販売および保守、管理。愛媛県松山市
- アドバンス - 未上場、パチンコやパチスロ機の販売など。大阪市浪速区
- コウキ - 未上場、パチンコなどの遊技機の販売業務。福岡県筑紫野市
- 北斗興産 - 未上場、パチンコ台の設計や施工および橋梁ジョイント製造。愛知県春日井市
- サッポロユウキ - 未上場、娯楽遊技機の販売および卸売。札幌市白石区
- ヴィジョンズ - 未上場、著作権の管理や遊技機の企画開発。京都市下京区
- ワタベ産業 - 未上場、パチンコやパチスロ機の製造および販売。仙台市若林区
- アカギ - 未上場、パチンコ遊戯機を制作している会社でパチンコ遊戯機全般の企画プロデュース、詳細仕様提案、映像・サウンド等のディレクション、試打調整まで。東京都新宿区
- 弁天産業 - 未上場、遊技機やアミューズメント機の企画・開発・設計・製造を行う会社、パチンコ・パチスロなどの遊技機・アミューズメント機の企画、デザイン、開発、設計、製造までを一貫して行う。堺市美原区
- セカンドステージ - 未上場、遊技機の販売及びメンテナンス、遊技場でのケータリングサービスを行う会社、パチンコやスロットの新台および中古遊技機の販売とメンテナンスおよび保守業務。千葉市中央区
- インターライフホールディングス - JASDAQ、店舗づくりのトータルサービス、広告宣伝や音響事業を手掛ける。東京都中央区
- Wille - 未上場、遊技台のセキュリティ製品の卸売やメンテナンス。東京都台東区
- 光カンパニー - 未上場、パチンコ台などの運送および倉庫保管など。さいたま市岩槻区
- エクシヴィ - 未上場、ITコンサルティングおよびアミューズメント機器の製造や販売。東京都中央区
- 藤栄工業 - 未上場、情報通信機械器具や電源BOXの組立など。群馬県藤岡市
- 宝商事 - 未上場、遊技機の部品販売やセキュリティ機器の販売を手掛けている会社、パチンコの玉やスロットのメダルおよび集客用のプレートや遊技機用の工具などの販売。大阪市浪速区
- ジャパンセイコー - 未上場、遊戯機器部品の製造や組立などを行う会社、パチンコやスロットなどの遊戯機器およびそれに付随する部品金型の製造と組み立て。名古屋市港区
- ジャルコアミューズメントサービス - 未上場、遊技機などのレンタル。東京都中央区
- レイアップ - 未上場、新台・中古遊技機や部備品を販売。東京都墨田区
- ランテック通商 - 未上場、パチンコ機およびスロット機の売買。広島市南区
- ジェイ・エム・シー - 未上場、パチンコやスロットなどに用いられるコインの製造・販売。堺市北区
- ヒロエンタープライズ - 未上場、中古パチンコやスロットの販売・買い取り。名古屋市西区
- エレクス - 未上場、アミューズメント周辺機器の製造販売。大阪市浪速区
- 飛鳥システム - 未上場、遊技場の機械設備の設置工事を行う会社、遊技場の機械設備の設置工事や保守、パチンコ玉やドル箱などの遊技場部備品の販売。沖縄県浦添市
- エムエス企画 - 未上場、遊技台や遊戯設備の設置・メンテナンスやその部品類の販売。川崎市高津区
- ワールドウェーブ - 未上場、パチンコスロットのソフト開発をメインに樹脂加工制作。東京都台東区
- トレード - 未上場、パチスロ機器の卸売。福岡市博多区
- ソレイユ - 未上場、娯楽遊戯機器や娯楽遊戯用品などの製造。仙台市若林区
- メーコー北海道 - 未上場、パチンコ台ガラスコーティングや清掃業など。札幌市南区
- 広栄 - 未上場、パチンコ機器やスロット機の販売及び取付業務。東京都台東区
- マックスコーポレーション - 未上場、アミューズメント施設の乗り物やイベント関連用品の製作・販売など。東大阪市
- ダン・コンサルティング - 未上場、新台パチンコ及びパチスロ遊技機などの販売を手掛けている会社でパチンコやパチスロ遊技機の販売並びに取付やメンテナンス業務。東京都台東区
- ターゲット - 未上場、パチンコ台の販売を行う。福岡県大野城市
- ユーエスエスライン - 未上場、パチンコ周辺機器の企画および製造を行う会社、パチンコなどの遊戯施設で使用される機器の企画や開発、製造。愛媛県新居浜市
- アイテック - 未上場、パチンコ遊技機やパチスロ機に関する企画・開発。名古屋市中村区
- ビーテクノ - 未上場、遊技機の機構および筐体等の設計を主にモデリング業務や試作。名古屋市千種区
- 武下商会 - 未上場、娯楽遊戯機器および用品の卸売。福岡市博多区
- アイ・ティ・エム - 未上場、パチスロの機器や用品の販売。福岡市博多区
- 東商物産 - 未上場、パチンコ機器などの遊戯機の卸売。岡山市中区
- パワーズ - 未上場、パチンコおよびスロットの遊技機販の販売。福岡市博多区
- ナカシン企画 - 未上場、中古パチンコ及びスロット機器の卸売や買取など。東京都台東区
- ネイチャー・アセスメント - 未上場、スロット機器の製造。堺市堺区
- バーニング - 未上場、娯楽遊戯機器の販売。横浜市瀬谷区
- イコール - 未上場、パチンコ・スロット台の販売およびメンテナンス。埼玉県東松山市
- 山崎商会 - 未上場、パチンコやスロットの販売や設置、点検を行う。広島県東広島市
- 中部コスモシステム - 未上場、娯楽遊戯機器の販売代理店の運営。名古屋市名東区
- 井上プロセス工芸 - 未上場、アミューズメント機器の筐体等の特殊印刷や仕上加工を行う。大阪市東住吉区
- ミリオンエンターテック - 未上場、パチンコ部品の設計や製造および販売を行う。名古屋市港区
- ユニバース - 未上場、アミューズメント機器の製造や販売およびメンテナンス等を行う。愛知県豊橋市
- DK TRADING - 未上場、パチンコやスロットなどの遊技機の製造を行う会社、パチンコやスロットなどの回胴式遊技機の企画や開発、製造および販売。大分県大分市
- トラスト - 未上場、遊戯機器の製造および販売やレンタル。愛知県小牧市
- 富士通商 - 未上場、パチンコ機の販売と関連機器の設置工事。大阪市浪速区
- アミューズ - 未上場、パチンコなどの遊戯機器の販売。名古屋市天白区

## パチンコを歌った歌
パチンコについて歌った歌の一覧
- HAPPY GO LUCKY、パチンコ〜ランラン・ブルース　ゲーム・イズ・オーヴァー 憂歌団
- パチンコ 東京パノラママンボボーイズ
- PACHINCO・MAN BOOGIE MAN
- ひらけ!チューリップ 間寛平